# Bruniquel
Pour les articles homonymes, voir Bruniquel (homonymie).
Bruniquel est une commune française, située dans l'est du département de Tarn-et-Garonne en région Occitanie. Bruniquel fait partie de la liste des plus beaux villages de France.
Sur le plan géologique, historique et culturel, la commune est dans le causse de Caylus, au sud du causse de Limogne, occupant une situation de carrefour à la limite du Quercy et du Rouergue.
Exposée à un climat océanique altéré, elle est drainée par l'Aveyron, la Vère, le ruisseau de la Vaysse et par divers autres petits cours d'eau. La commune possède un patrimoine naturel remarquable : trois sites Natura 2000 (les « gorges de l'Aveyron, causses proches et vallée de la Vère », Les « vallées du Tarn, de l'Aveyron, du Viaur, de l'Agout et du Gijou » et la « forêt de Grésigne et environs »), trois espaces protégés (le « cours de la Garonne, de l'Aveyron, du Viaur et du Tarn », les « parois de Bruniquel » et la « grotte de la Pierre Plantée ») et neuf zones naturelles d'intérêt écologique, faunistique et floristique.
Bruniquel est une commune rurale qui compte 639 habitants en 2022, après avoir connu un pic de population de 1 861 habitants en 1831.  Elle fait partie de l'aire d'attraction de Montauban. Ses habitants sont appelés les bruniquelais ou  bruniquelaises.

## Géographie

### Localisation
La commune de Bruniquel est située en Tarn-et-Garonne, entre les villes de Montauban, à l'ouest, et Carmaux et Albi, à l'est. Elle est limitrophe du département du Tarn.

### Communes limitrophes
Les communes limitrophes sont  Larroque, Montricoux, Nègrepelisse, Penne, Puygaillard-de-Quercy et Vaïssac.
| Nègrepelisse, Vaïssac (par un quadripoint) | Montricoux      |              |
| Puygaillard-de-Quercy                      | Bruniquel       | Penne (Tarn) |
|                                            | Larroque (Tarn) |              |

### Géologie et relief
À la limite du département du Tarn, les environs de Bruniquel sont très boisés, où se rejoignent trois régions naturelles : les collines et plaines du Bas-Quercy, plateau calcaire du causse et à l'est avec le massif de la forêt de Grésigne.

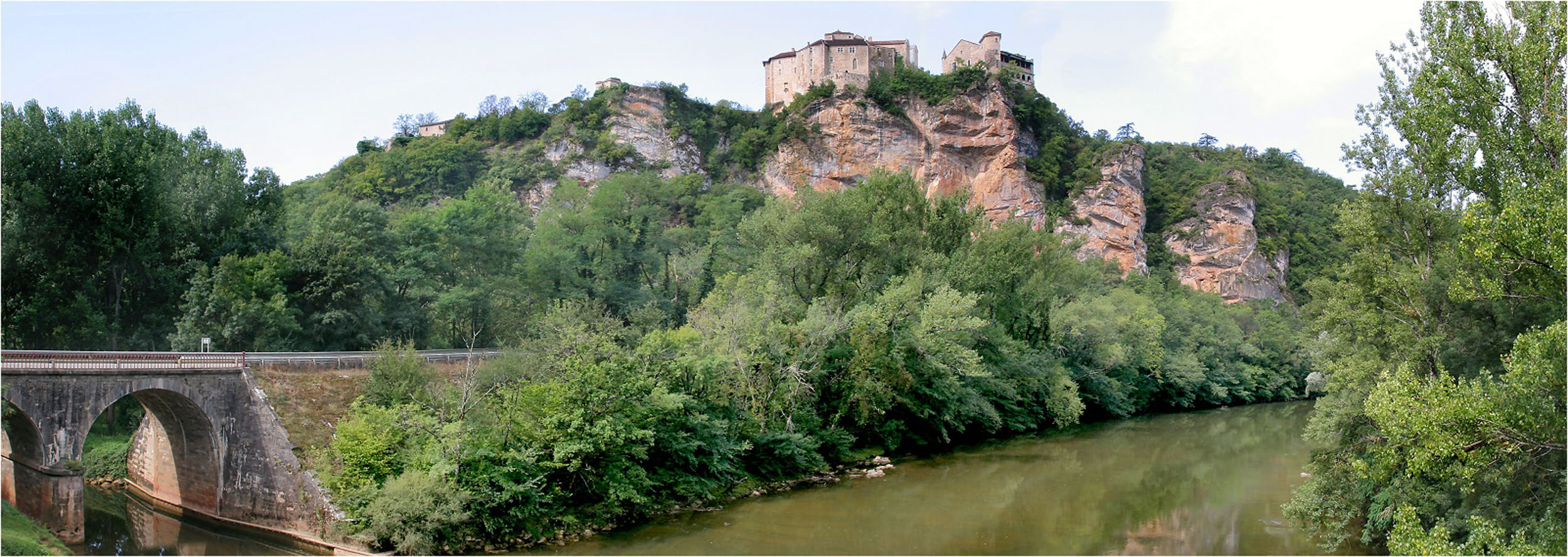

Bruniquel se situe en zone de sismicité 1 (sismicité très faible).

### Hydrographie

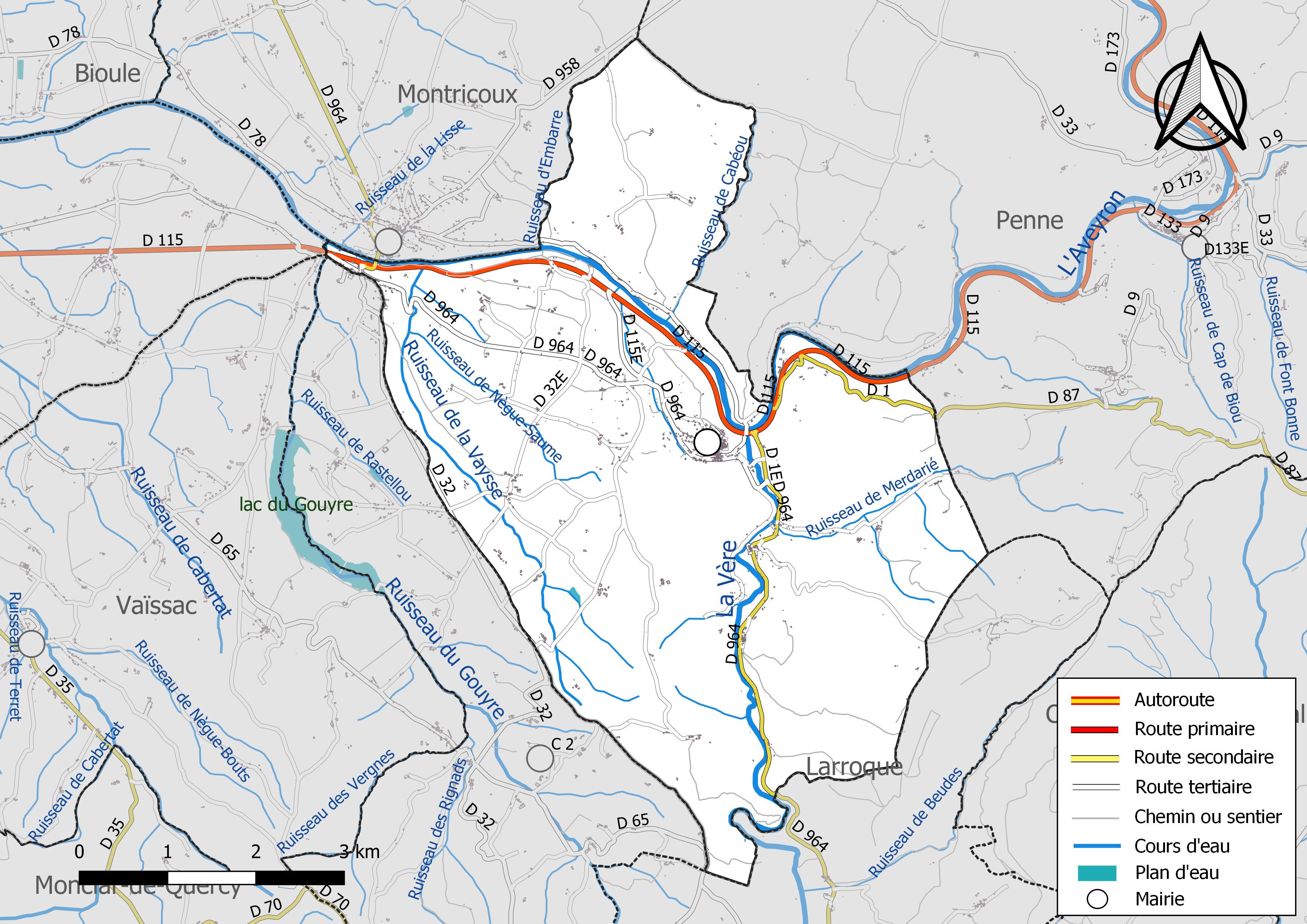
Réseaux hydrographique et routier de Bruniquel.

La commune est dans le bassin versant de la Garonne, au sein du bassin hydrographique Adour-Garonne. Elle est drainée par l'Aveyron, la Vère, le ruisseau de la Vaysse, le ruisseau de Cabéou, le ruisseau d'Embarre, le ruisseau de Merdarié, le ruisseau de Nègue-Saume, le ruisseau de Ribalous et par divers petits cours d'eau, constituant un réseau hydrographique de 37 km de longueur totale,.
L'Aveyron, d'une longueur totale de 291 km, prend sa source dans la commune de Sévérac d'Aveyron et s'écoule d'est en ouest. Il traverse la commune et se jette dans le Tarn à Barry-d'Islemade, après avoir traversé 60 communes.
La Vère, d'une longueur totale de 53,2 km, prend sa source dans la commune du Le Garric et s'écoule d'ouest en est. Elle se jette dans l'Aveyron sur le territoire communal, après avoir traversé 15 communes.

### Climat
Pour des articles plus généraux, voir Climat de l'Occitanie et Climat de Tarn-et-Garonne.
En 2010, le climat de la commune est de type climat du Bassin du Sud-Ouest, selon une étude du Centre national de la recherche scientifique s'appuyant sur une série de données couvrant la période 1971-2000. En 2020, Météo-France publie une typologie des climats de la France métropolitaine dans laquelle la commune est exposée à un climat océanique altéré et est dans la région climatique Aquitaine, Gascogne, caractérisée par une pluviométrie abondante au printemps, modérée en automne, un faible ensoleillement au printemps, un été chaud (19,5 °C), des vents faibles, des brouillards fréquents en automne et en hiver et des orages fréquents en été (15 à 20 jours).
Pour la période 1971-2000, la température annuelle moyenne est de 13,2 °C, avec une amplitude thermique annuelle de 16,2 °C. Le cumul annuel moyen de précipitations est de 814 mm, avec 12 jours de précipitations en janvier et 6,1 jours en juillet. Pour la période 1991-2020, la température moyenne annuelle observée sur la station météorologique de Météo-France la plus proche, « Puycelsi », sur la commune de Puycelsi à 8 km à vol d'oiseau, est de 13,2 °C et le cumul annuel moyen de précipitations est de 740,4 mm. 
La température maximale relevée sur cette station est de 41,9 °C, atteinte le 24 août 2023 ; la température minimale est de −11,7 °C, atteinte le 8 février 2012,,.
Les paramètres climatiques de la commune ont été estimés pour le milieu du siècle (2041-2070) selon différents scénarios d'émission de gaz à effet de serre à partir des nouvelles projections climatiques de référence DRIAS-2020. Ils sont consultables sur un site dédié publié par Météo-France en novembre 2022.

### Milieux naturels et biodiversité

#### Espaces protégés
La protection réglementaire est le mode d’intervention le plus fort pour préserver des espaces naturels remarquables et leur biodiversité associée,.
Trois espaces protégés sont présents sur la commune : 
- le « cours de la Garonne, de l'Aveyron, du Viaur et du Tarn », objet d'un arrêté de protection de biotope, d'une superficie de 1 262,3 ha[16] ;
- les « parois de Bruniquel », objet d'un arrêté de protection de biotope, d'une superficie de 5,5 ha[17] ;
- la « grotte de la Pierre Plantée », un terrain acquis (ou assimilé) par un conservatoire d'espaces naturels, d'une superficie de 1,10 ha[18].

#### Réseau Natura 2000

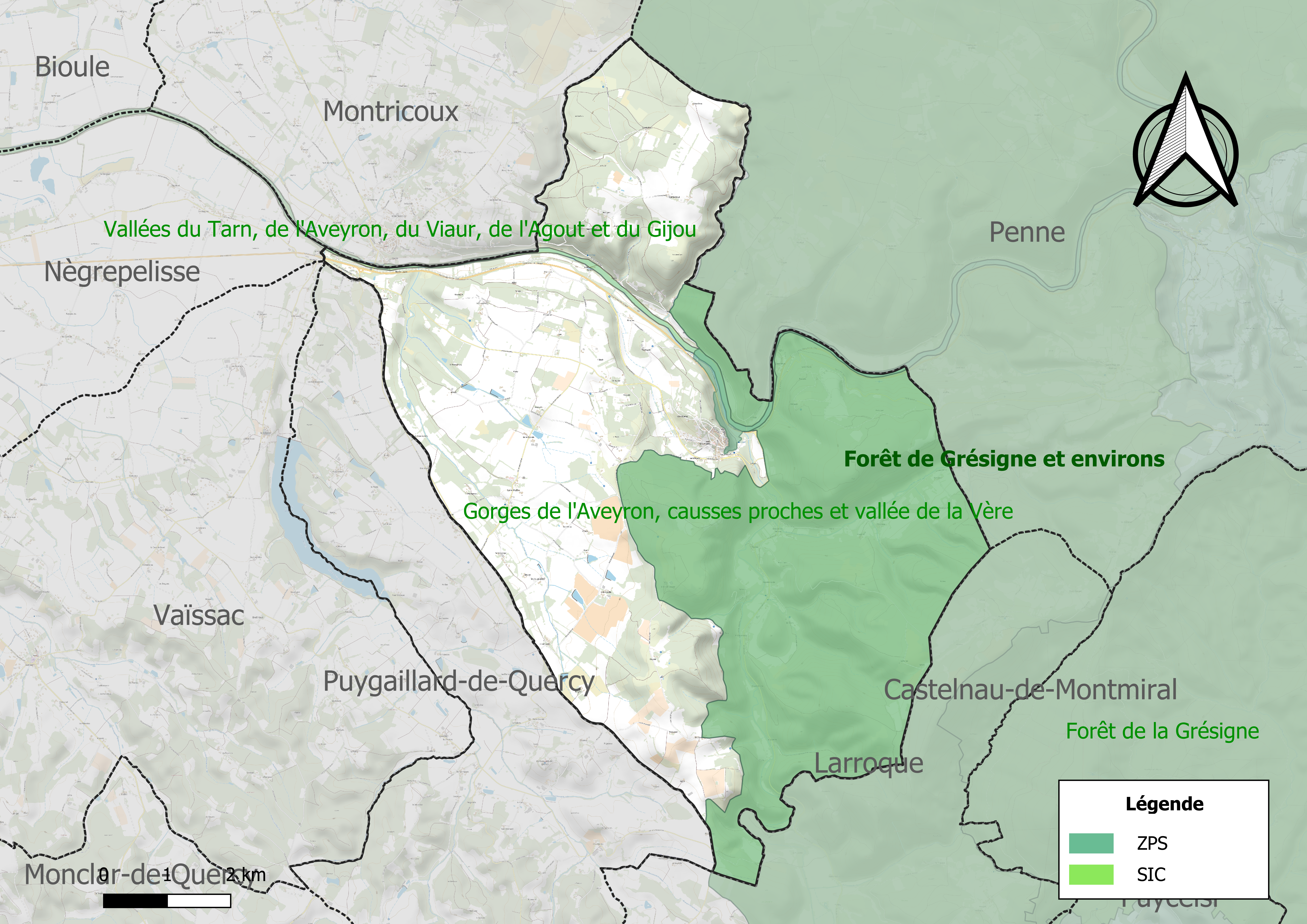
Sites Natura 2000 sur le territoire communal.

Le réseau Natura 2000 est un réseau écologique européen de sites naturels d'intérêt écologique élaboré à partir des directives habitats et oiseaux, constitué de zones spéciales de conservation (ZSC) et de zones de protection spéciale (ZPS).
Deux sites Natura 2000 ont été définis sur la commune au titre de la directive habitats :
- les « gorges de l'Aveyron, causses proches et vallée de la Vère », d'une superficie de 11 660 ha, un ensemble de plusieurs grands espaces et milieux, caractérisé par une grande vallée dominée par de grandes falaises, des pentes à pelouses sèches et des plateaux secs, quelques petites vallées encaissées et surtout de nombreuses cavités naturelles riches en chiroptères. De nombreuses pelouses sèches abritent de belles stations à orchidées[21] ;
- Les « vallées du Tarn, de l'Aveyron, du Viaur, de l'Agout et du Gijou », d'une superficie de 17 144 ha, s'étendant sur 136 communes dont 41 dans l'Aveyron, 8 en Haute-Garonne, 50 dans le Tarn et 37 dans le Tarn-et-Garonne. Elles présentent une très grande diversité d'habitats et d'espèces dans ce vaste réseau de cours d'eau et de gorges. La présence de la Loutre d'Europe et de la moule perlière d'eau douce est également d'un intérêt majeur[22] ;

et un au titre de la directive oiseaux : 
- la « forêt de Grésigne et environs », d'une superficie de 27 701 ha, un site où onze espèces de l'annexe 1 se reproduisent régulièrement sur le site, parmi lesquelles sept espèces de rapaces (dont le Faucon pèlerin et le Grand-Duc d'Europe)[23].

#### Zones naturelles d'intérêt écologique, faunistique et floristique
L’inventaire des zones naturelles d'intérêt écologique, faunistique et floristique (ZNIEFF) a pour objectif de réaliser une couverture des zones les plus intéressantes sur le plan écologique, essentiellement dans la perspective d’améliorer la connaissance du patrimoine naturel national et de fournir aux différents décideurs un outil d’aide à la prise en compte de l’environnement dans l’aménagement du territoire.

Six ZNIEFF de type 1 sont recensées sur la commune :
- les « causse sud de Bruniquel, basse vallée de la Vère et falaises de combe Male » (235 ha)[25] ;
- l'« ensemble de grottes des Barthasses » (179 ha), couvrant 2 communes dont une dans le Tarn et une dans le Tarn-et-Garonne[26] ;
- les « falaises et pentes de Nidauzel » (16 ha)[27] ;
- la « rivière Aveyron » (3 500 ha), couvrant 63 communes dont 38 dans l'Aveyron, cinq dans le Tarn et 20 dans le Tarn-et-Garonne[28] ;
- la « vallée du lac du Gouyre » (336 ha), couvrant 4 communes du département[29] ;
- les « village et falaise de Bruniquel » (24 ha)[30] ;

et trois ZNIEFF de type 2, : 
- le « causse du Frau et falaises rive droite de l'Aveyron entre Montricoux et Saint-Antonin-Noble-val » (6 135 ha), couvrant 7 communes dont une dans le Tarn et six dans le Tarn-et-Garonne[31] ;
- la « forêt de Grésigne et environs » (18 733 ha), couvrant 21 communes dont 17 dans le Tarn et quatre dans le Tarn-et-Garonne[32] ;
- la « vallée de l' Aveyron » (14 644 ha), couvrant 68 communes dont 41 dans l'Aveyron, cinq dans le Tarn et 22 dans le Tarn-et-Garonne[33].

Carte des ZNIEFF de type 1 et 2 à Bruniquel.
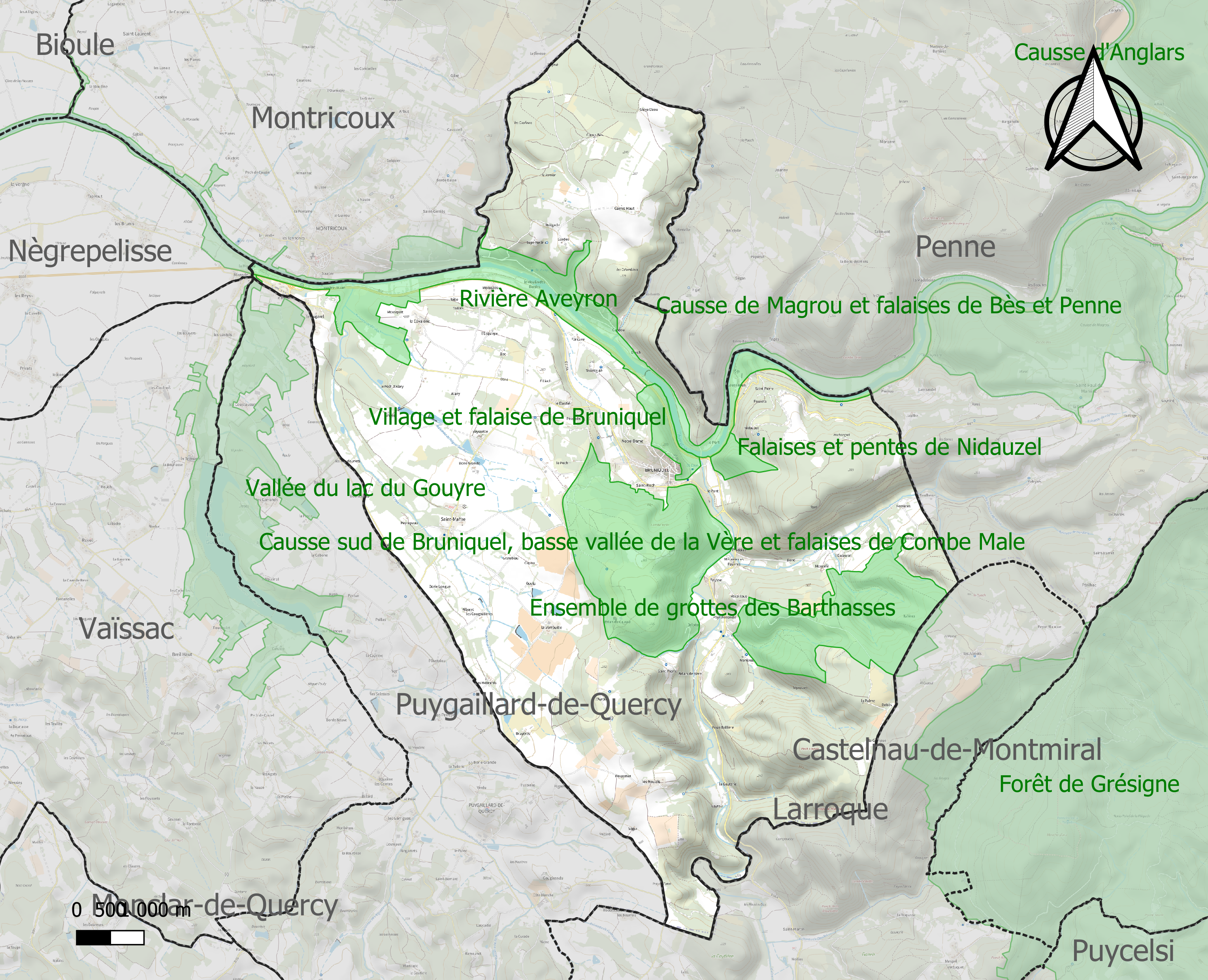
Carte des ZNIEFF de type 1 sur la commune.
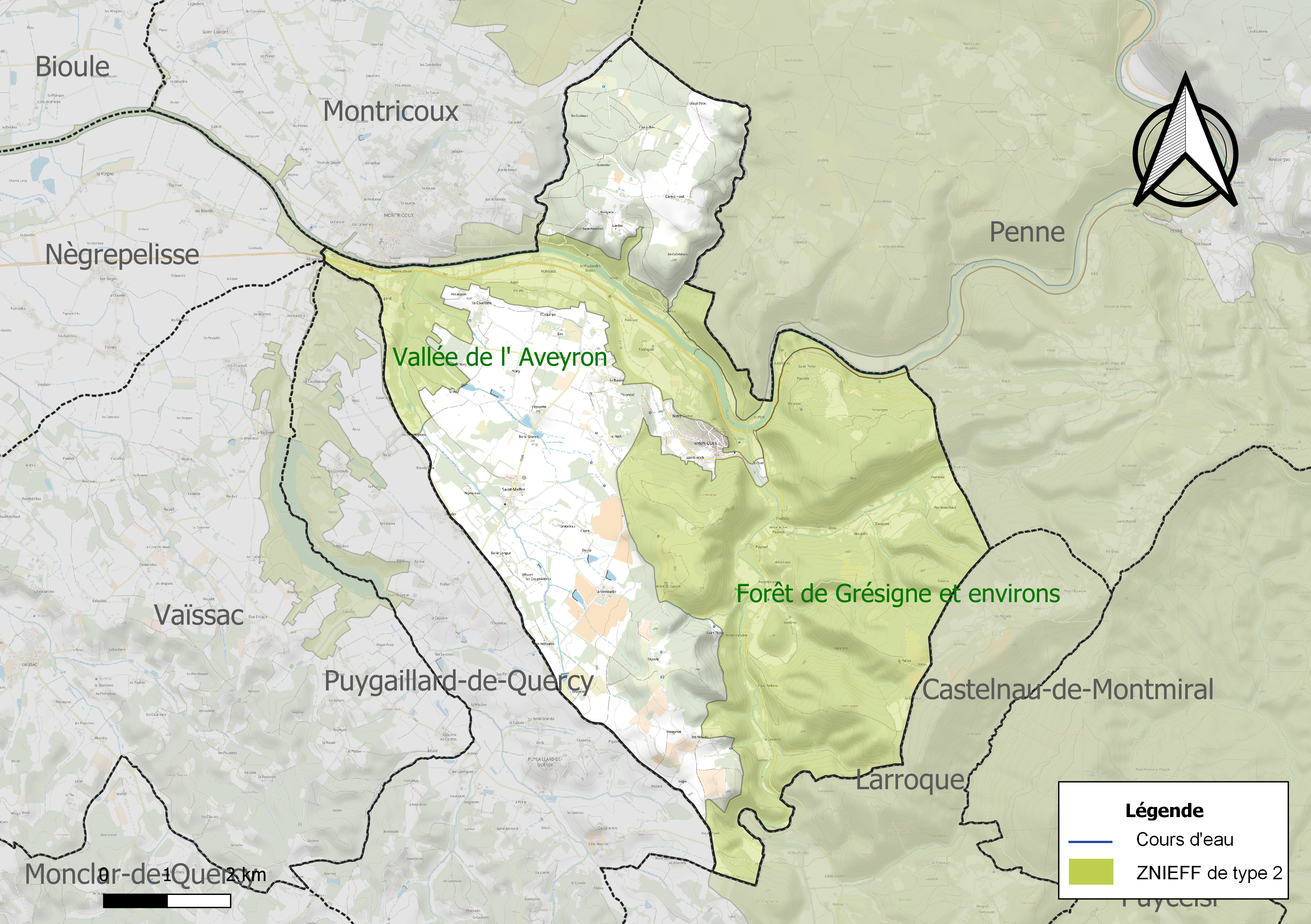
Carte des ZNIEFF de type 2 sur la commune.

## Urbanisme

### Typologie
Au 1er janvier 2024, Bruniquel est catégorisée commune rurale à habitat très dispersé, selon la nouvelle grille communale de densité à sept niveaux définie par l'Insee en 2022.
Elle est située hors unité urbaine. Par ailleurs la commune fait partie de l'aire d'attraction de Montauban, dont elle est une commune de la couronne,. Cette aire, qui regroupe 50 communes, est catégorisée dans les aires de 50 000 à moins de 200 000 habitants,.

### Occupation des sols
L'occupation des sols de la commune, telle qu'elle ressort de la base de données européenne d’occupation biophysique des sols Corine Land Cover (CLC), est marquée par l'importance des forêts et milieux semi-naturels (55,5 % en 2018), en diminution par rapport à 1990 (57,4 %). La répartition détaillée en 2018 est la suivante : forêts (50,4 %), terres arables (18,9 %), zones agricoles hétérogènes (14,2 %), prairies (6,4 %), milieux à végétation arbustive et/ou herbacée (5,1 %), cultures permanentes (4,1 %), zones urbanisées (0,9 %). L'évolution de l’occupation des sols de la commune et de ses infrastructures peut être observée sur les différentes représentations cartographiques du territoire : la carte de Cassini (XVIIIe siècle), la carte d'état-major (1820-1866) et les cartes ou photos aériennes de l'IGN pour la période actuelle (1950 à aujourd'hui).

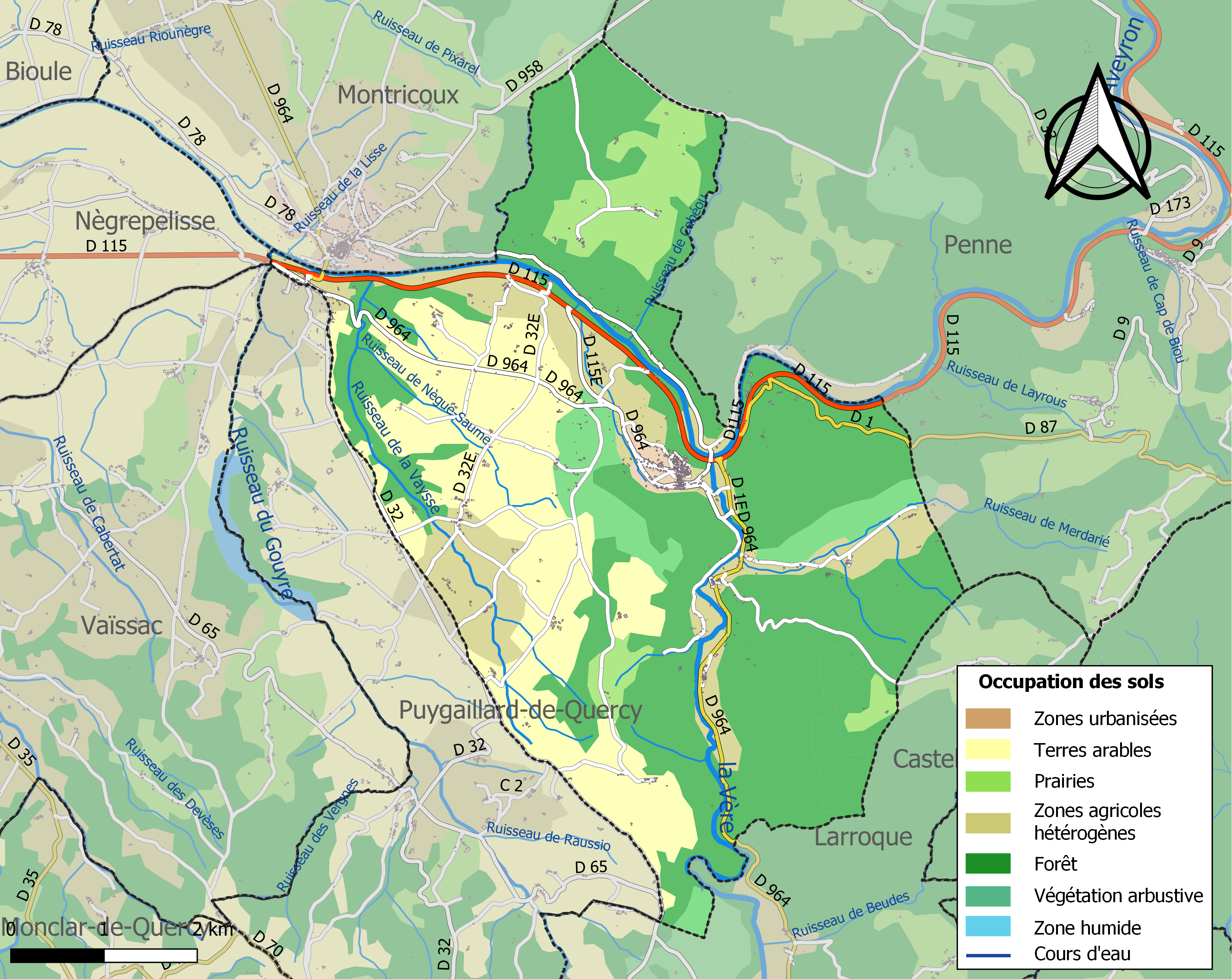
Carte des infrastructures et de l'occupation des sols de la commune en 2018 (CLC).

### Risques majeurs
Le territoire de la commune de Bruniquel est vulnérable à différents aléas naturels : météorologiques (tempête, orage, neige, grand froid, canicule ou sécheresse), inondations, feux de forêts, mouvements de terrains et séisme (sismicité très faible). Il est également exposé à deux risques technologiques,  le transport de matières dangereuses et la rupture d'un barrage, et à un risque particulier : le risque de radon. Un site publié par le BRGM permet d'évaluer simplement et rapidement les risques d'un bien localisé soit par son adresse soit par le numéro de sa parcelle.

#### Risques naturels
Certaines parties du territoire communal sont susceptibles d’être affectées par le risque d’inondation par débordement de cours d'eau, notamment l'Aveyron et la Vère. La cartographie des zones inondables en ex-Midi-Pyrénées réalisée dans le cadre du XIe Contrat de plan État-région, visant à informer les citoyens et les décideurs sur le risque d’inondation, est accessible sur le site de la DREAL Occitanie. La commune a été reconnue en état de catastrophe naturelle au titre des dommages causés par les inondations et coulées de boue survenues en 1982, 1995, 1999, 2003, 2007 et 2021,.
Bruniquel est exposée au risque de feu de forêt du fait de la présence sur son territoire . Le département de Tarn-et-Garonne présentant toutefois globalement un niveau d’aléa moyen à faible très localisé, aucun Plan départemental de protection des forêts contre les risques d’incendie de forêt (PFCIF) n'a été élaboré. Le débroussaillement aux abords des maisons constitue l’une des meilleures protections pour les particuliers contre le feu,.

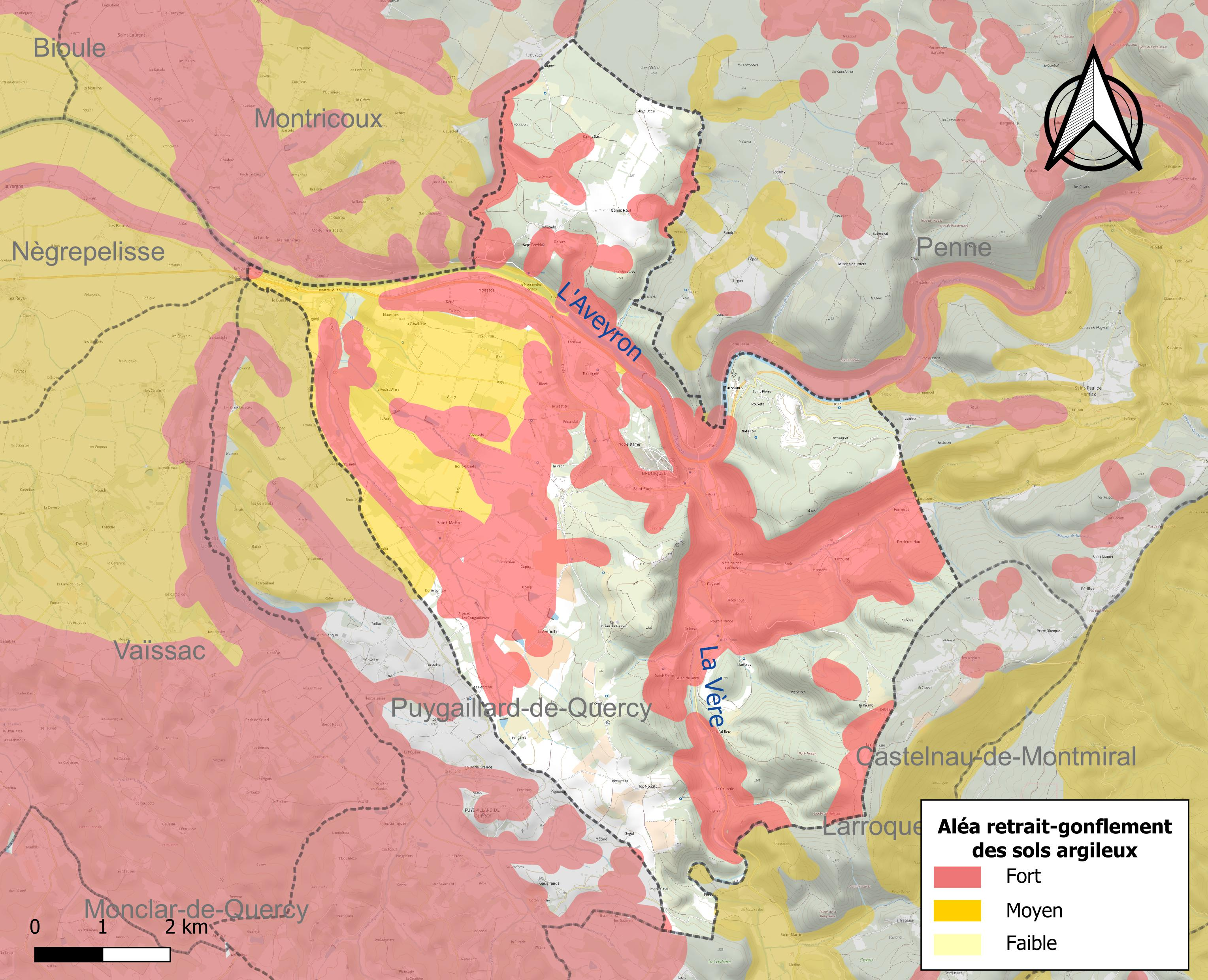
Carte des zones d'aléa retrait-gonflement des sols argileux de Bruniquel.

Les mouvements de terrains susceptibles de se produire sur la commune sont des tassements différentiels.
Le retrait-gonflement des sols argileux est susceptible d'engendrer des dommages importants aux bâtiments en cas d’alternance de périodes de sécheresse et de pluie. 54,6 % de la superficie communale est en aléa moyen ou fort (92 % au niveau départemental et 48,5 % au niveau national). Sur les 483 bâtiments dénombrés sur la commune en 2019, 383 sont en aléa moyen ou fort, soit 79 %, à comparer aux 96 % au niveau départemental et 54 % au niveau national. Une cartographie de l'exposition du territoire national au retrait gonflement des sols argileux est disponible sur le site du BRGM,.
Par ailleurs, afin de mieux appréhender le risque d’affaissement de terrain, l'inventaire national des cavités souterraines permet de localiser celles situées sur la commune.
Concernant les mouvements de terrains, la commune a été reconnue en état de catastrophe naturelle au titre des dommages causés par la sécheresse en 1989, 1992, 1998, 1999, 2003, 2006, 2017 et 2018 et par des mouvements de terrain en 1999.

#### Risques technologiques
Le risque de transport de matières dangereuses sur la commune est lié à sa traversée par des infrastructures routières ou ferroviaires importantes ou la présence d'une canalisation de transport d'hydrocarbures. Un accident se produisant sur de telles infrastructures est susceptible d’avoir des effets graves sur les biens, les personnes ou l'environnement, selon la nature du matériau transporté. Des dispositions d’urbanisme peuvent être préconisées en conséquence.
La commune est en outre située en aval des barrages de Pareloup, de Pont-de-Salars et de Saint-Géraud, des ouvrages de classe A disposant d'une retenue de respectivement 169, 21 et 15 millions de mètres cubes,,. À ce titre elle est susceptible d’être touchée par l’onde de submersion consécutive à la rupture d'un de ces ouvrages.

#### Risque particulier
Dans plusieurs parties du territoire national, le radon, accumulé dans certains logements ou autres locaux, peut constituer une source significative d’exposition de la population aux rayonnements ionisants. Certaines communes du département sont concernées par le risque radon à un niveau plus ou moins élevé. Selon la classification de 2018, la commune de Bruniquel est classée en zone 3, à savoir zone à potentiel radon significatif.

## Toponymie
Le nom de la localité est attesté sous la forme Brenechildum en 1083
Le toponyme Bruniquel représente la fixation absolue du nom de femme germanique Brunihild, au sens de « domaine de Brunehild(e) »,,.
Homonymie avec Bourniquel (Dordogne) qui a subi une évolution phonétique semblable en ce qui concerne la finale, mais différente pour la première syllabe dans laquelle Bru- est devenu Bour- par métathèse de -r-.
Remarque : la fixation d'un nom de personne dans la toponymie de manière absolue, c'est-à-dire sans affixe ou appellatif toponymique est fréquente dans le domaine occitan, mais plus rare dans le domaine d'oïl. C'est pourquoi, par exemple, le même nom de personne est attesté suivi d'un appellatif dans Brunehamel (Brunehaumes 1216-1217) en Picardie.

## Histoire

### Préhistoire

#### Grotte de Bruniquel
- La grotte de Bruniquel, explorée à partir de 1990 par la Société Spéléo-Archéologique de Caussade, a livré des indices de fréquentation du milieu souterrain profond[53]. À 350 mètres de l'entrée de la cavité, des structures anthropiques sont associées à un ossement d'ours daté de plus de 47 600 ans av. J.-C. En 2016 des recherches démontrent que ces structures datent de −176 500 (à 2 000 ans près)[54]. Il s'agit de structures établies non pas par l'homo sapiens, qui n'était pas encore présent en Europe mais par l'Homme de Néandertal[55].

#### Autres sites
- Les Abris de Bruniquel : quatre abris sous roche de type magdalénien datés entre 17 500 et 12 500 ans avant le présent[56].
- La grotte de Mayrière supérieure, une grotte ornée ayant livré deux peintures de bison probablement antérieures au Magdalénien. Ces peintures ont été fortement abîmées en 1992 par un groupe d'éclaireuses éclaireurs de France ayant entrepris de nettoyer les parois de la cavité.
- La grotte de Mayrière inférieure, ou grotte de Paxolles, moins connue que la précédente et occupée seulement à  l'âge du bronze. Elle a livré une épingle à tête enroulée[57].
- La dame de Bruniquel, le squelette le plus complet de l'époque magdalénienne, a été découverte par Victor Brun en mai 1864 à l'abri Lafaye[58],[59], l'un des quatre abris de Bruniquel situés au pied du château et collectivement inscrits au titre de monuments historiques depuis 1996[60].
- Les objets d'art mobilier magdaléniens des abris de Bruniquel ont été étudiés dès le XIXe siècle par le préhistorien Victor Brun[61]. Ces objets sont repartis dans différentes collections : musée d'Archéologie nationale de Saint-Germain-en-Laye, British Museum, muséum de Toulouse, muséum d'histoire naturelle Victor Brun à Montauban. Le British Museum conserve notamment la sculpture en ivoire de mammouth représentant des rennes nageant (en) qui provient de l'abri Montastruc.

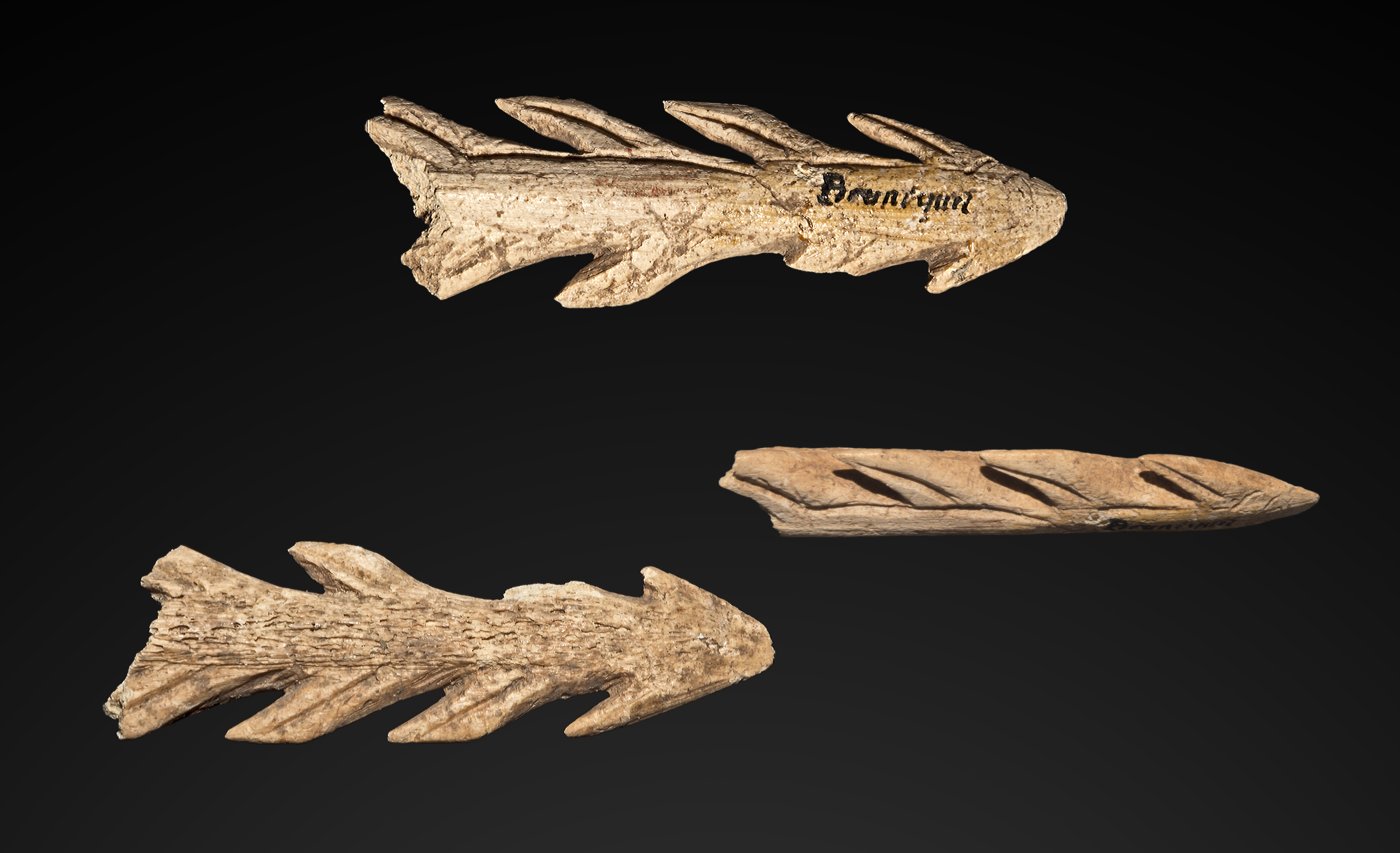
Harpon en os de renne.
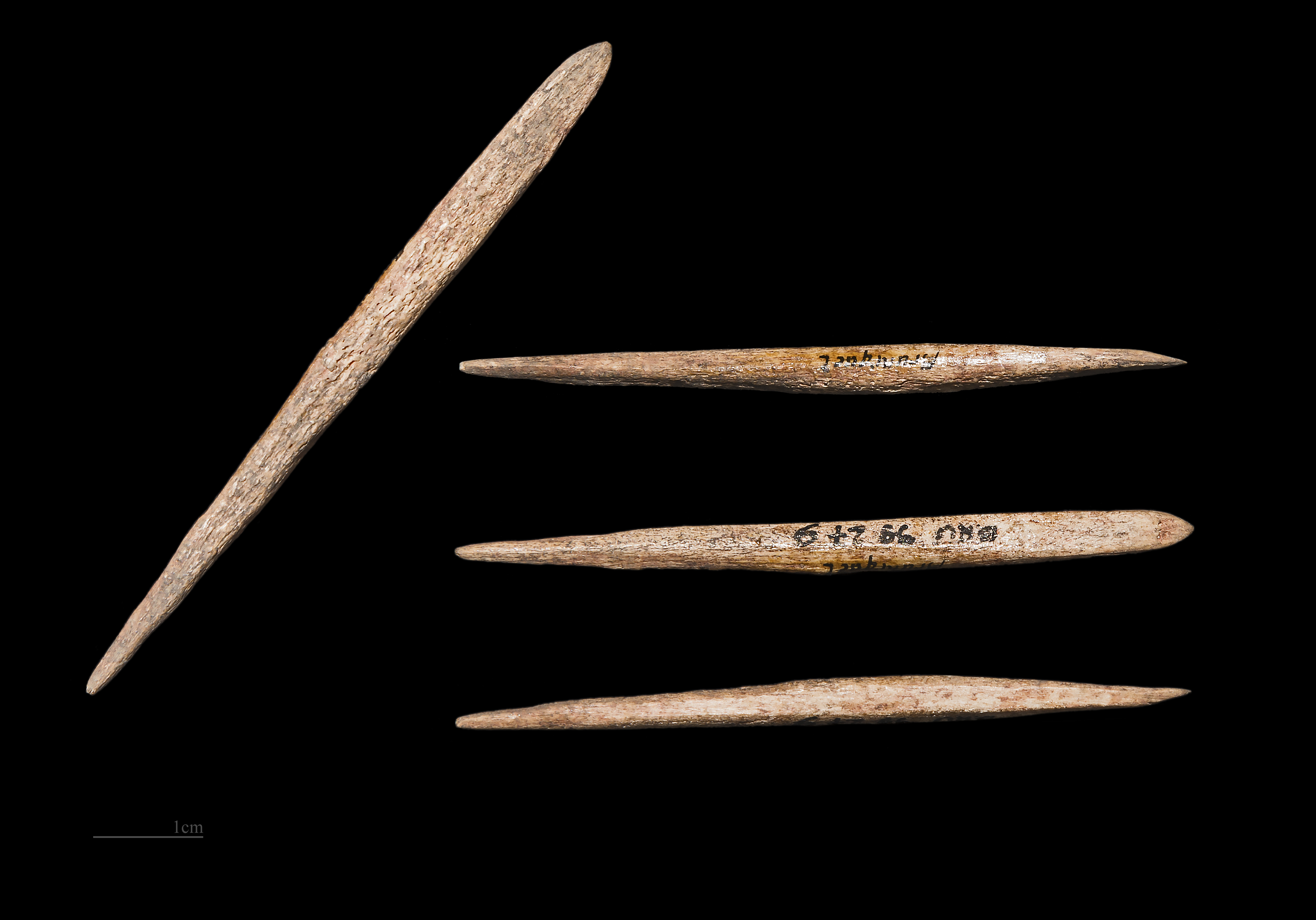
Aiguille du Magdalénien.
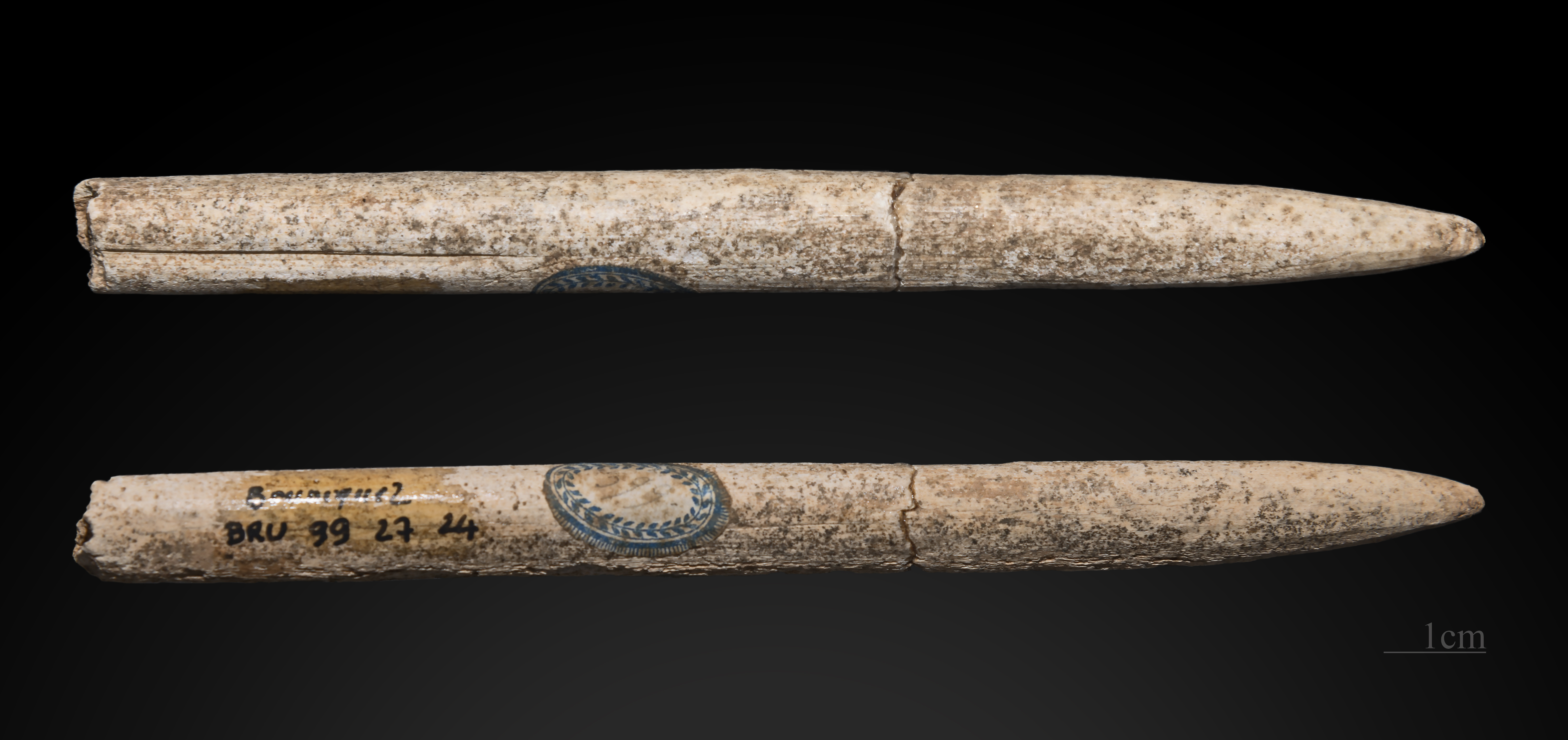
Pointe de sagaie.
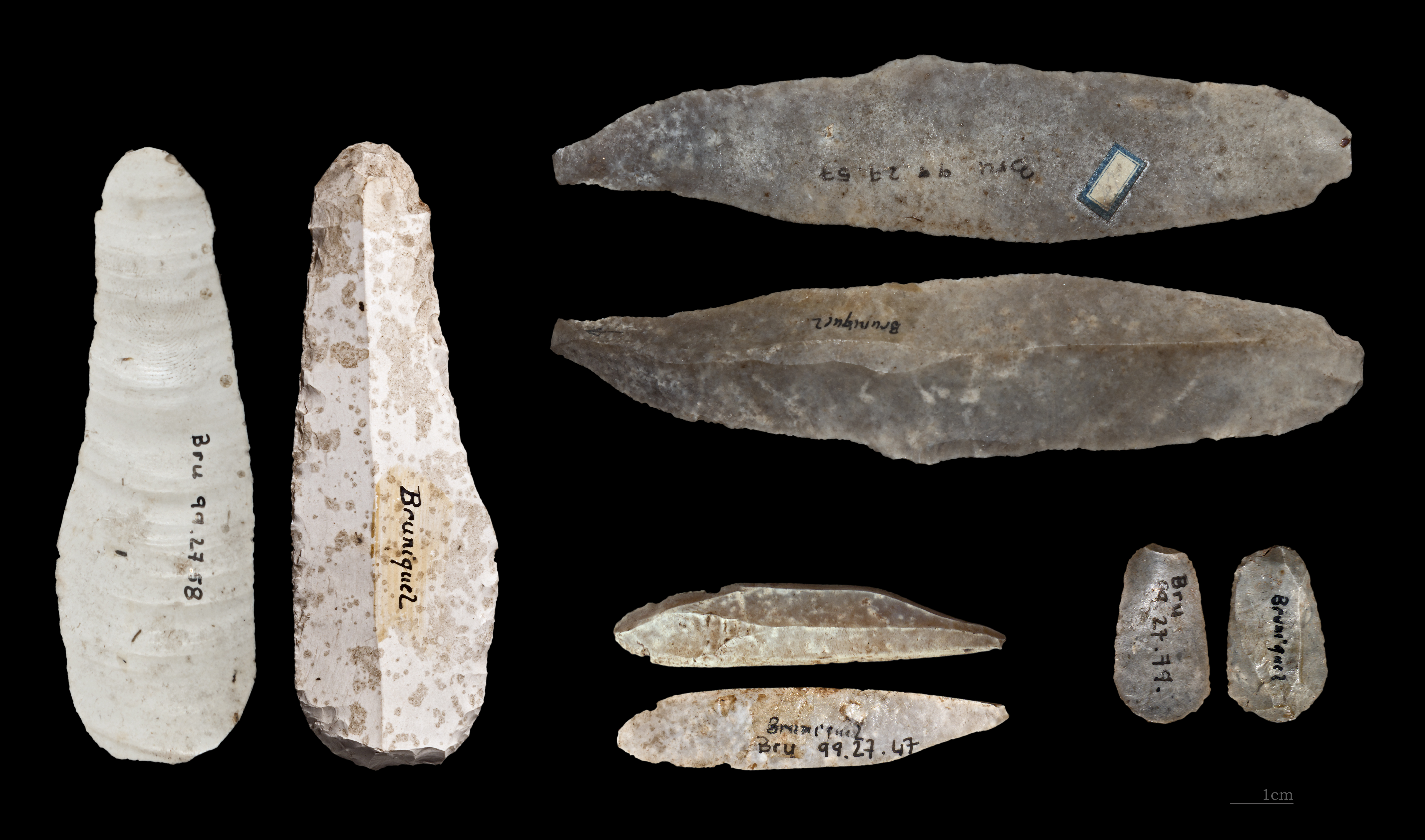
Industrie lithique.
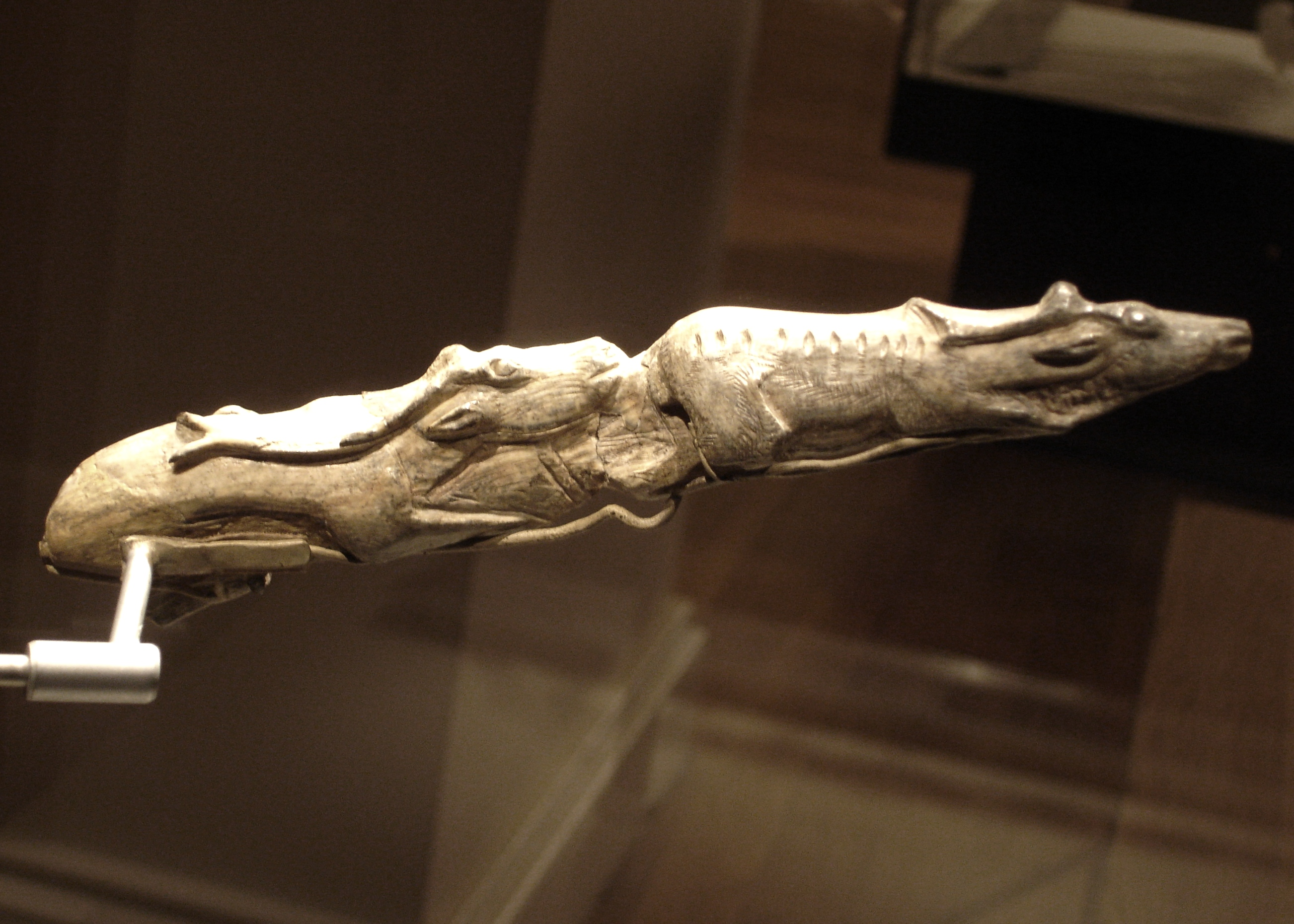
Rennes nageant (en).

### Histoire
Le château légendaire de la reine Brunehaut domine d'un côté la falaise de l'Aveyron, de l'autre le village étagé à flanc de colline. Le lieu avait été attribué à la reine en 587 jusqu'à son exécution en 613, ses cheveux attachés à la queue d'un cheval.
Le castrum est conquis, en 1176, par les comtes de Toulouse sur les Trencavel. En 1211 le troubadour Guilhem de Tudèla, coauteur de la « Chanson de la croisade » s'y réfugie chez Baudouin de Toulouse (demi-frère du comte Raymond VI de Toulouse) qui livre Bruniquel aux Croisés et est pendu comme traître en 1214, à Montauban.
Après la croisade, le village connut un grand essor au Moyen Âge car il se trouve sur le chemin des pèlerins de Saint-Jacques-de-Compostelle. La majorité des maisons ont été construites entre le XIVe et le XVIe siècle, essentiellement en pierre, mais il en existe également à colombage. La plupart des ruelles tortueuses ont conservé leurs pavements et c'est au sommet de la principale que l'on trouve les châteaux, quasiment suspendus au-dessus du vide. Un quartier nouveau se développe, en contrebas de la porte de beffroi, quartier bientôt protégé d'un rempart, en 1355, au niveau de la promenade du ravelin que domine l'église. Ces remparts sont détruits après la paix de Montpellier en 1622 entre Louis XIII et les protestants, ceux-ci ayant fait de la cité une place forte. Mais la communauté protestante reste importante : elle compte environ 850 personnes à la veille de la révocation de l'édit de Nantes (1685).
Bruniquel s'endort ensuite jusqu'au XIXe siècle où se développent les forges de Caussanus (I.M.H) qui trouvent leurs matières premières dans la Grésigne et le causse.
Mais ce sont les artistes qui vont faire revivre le village à travers ses paysages. En 1830, Bruniquel la quercynoise et Penne d'Albigeois, sa sœur languedocienne, attirent les romantiques et les premiers voyageurs. De 1915 à 1921, Marcel-Lenoir, peintre de l'école de Montparnasse, admiré de Picasso, vit tout près et une partie de son œuvre est exposée au château-musée de Montricoux.
L'histoire retient aussi que dès les premiers jours de la Seconde Guerre mondiale, dans le cadre des plans d'évacuation des populations résidant près des frontières de l'Est et des vraisemblables zones de combats, les habitants de Salonnes dans la Moselle (Lorraine) furent acheminés jusqu'à Bruniquel. Après juin 1940 et l'armistice signifiant la fin des combats, parmi certains de ces réfugiés qui furent autorisés à retourner chez eux en Lorraine, quelques-uns choisirent de rester dans le Quercy.
De nos jours, Bruniquel vit essentiellement grâce au tourisme avec l'installation d'artistes et d'artisans - notamment le festival Offenbach organisé en août par la compagnie Brunehaut -, ainsi que grâce à la venue, à demeure, d'Européens du Nord, aux résidences secondaires de Toulousains et à la chasse en Grésigne.

## Politique et administration

### Communauté de communes
La commune de Bruniquel fait partie de la communauté de communes Terrasses et Vallée de l'Aveyron

### Liste des maires
| Période                                  | Période  | Identité             | Étiquette | Qualité |
| ---------------------------------------- | -------- | -------------------- | --------- | ------- |
|                                          |          |                      |           |         |
| 1936                                     | 1944     | Francis Verge-Brian  |           |         |
| 1944                                     | 1944     | Simon Lalaude        |           |         |
| 1944                                     | 1945     | Baraire              |           |         |
| 1945                                     | 1971     | Louis Gibert         | SFIO      |         |
| 1971                                     | 1977     | Francis Vergne-Brian |           |         |
| 1977                                     | 1983     | Bernard Coustal      |           |         |
| 1983                                     | 1995     | Léon Belaygue        |           |         |
| 1995                                     | 2020     | Michel Montet        | DVG       |         |
| 2020                                     | En cours | Christiane Soulié    |           |         |
| Les données manquantes sont à compléter. |          |                      |           |         |

## Population et société

### Démographie
L'évolution du nombre d'habitants est connue à travers les recensements de la population effectués dans la commune depuis 1793. Pour les communes de moins de 10 000 habitants, une enquête de recensement portant sur toute la population est réalisée tous les cinq ans, les populations de référence des années intermédiaires étant quant à elles estimées par interpolation ou extrapolation. Pour la commune, le premier recensement exhaustif entrant dans le cadre du nouveau dispositif a été réalisé en 2006.

En 2022, la commune comptait 639 habitants, en évolution de +4,58 % par rapport à 2016 (Tarn-et-Garonne : +3,12 %, France hors Mayotte : +2,11 %).
| 1793  | 1800  | 1806  | 1821  | 1831  | 1836  | 1841  | 1846  | 1851  |
| ----- | ----- | ----- | ----- | ----- | ----- | ----- | ----- | ----- |
| 1 485 | 1 585 | 1 603 | 1 571 | 1 861 | 1 788 | 1 809 | 1 797 | 1 699 |

| 1856  | 1861  | 1866  | 1872  | 1876  | 1881  | 1886  | 1891  | 1896  |
| ----- | ----- | ----- | ----- | ----- | ----- | ----- | ----- | ----- |
| 1 650 | 1 634 | 1 514 | 1 396 | 1 660 | 1 504 | 1 318 | 1 233 | 1 110 |

| 1901  | 1906  | 1911 | 1921 | 1926 | 1931 | 1936 | 1946 | 1954 |
| ----- | ----- | ---- | ---- | ---- | ---- | ---- | ---- | ---- |
| 1 040 | 1 050 | 908  | 739  | 757  | 788  | 698  | 690  | 634  |

| 1962 | 1968 | 1975 | 1982 | 1990 | 1999 | 2006 | 2011 | 2016 |
| ---- | ---- | ---- | ---- | ---- | ---- | ---- | ---- | ---- |
| 581  | 515  | 478  | 446  | 469  | 561  | 587  | 620  | 611  |

| 2021 | 2022 | - | - | - | - | - | - | - |
| ---- | ---- | - | - | - | - | - | - | - |
| 626  | 639  | - | - | - | - | - | - | - |

| selon la population municipale des années : | 1968 | 1975 | 1982 | 1990 | 1999 | 2006 | 2009 | 2013 |
| Rang de la commune dans le département      | 61   | 79   | 87   | 84   | 77   | 81   | 87   | 85   |
| Nombre de communes du département           | 195  | 195  | 195  | 195  | 195  | 195  | 195  | 195  |

### Enseignement
Les écoles de Bruniquel sont constituées :
- une école maternelle située au hameau de Saint-Maffre, sur la commune de Bruniquel, comprenant les niveaux de PS à GS.
- une école primaire située rue de la fraternité au centre du village, comprenant les niveaux du CP au CM2.

La carte scolaire comprend les communes de Bruniquel et de Puygaillard-de-Quercy.

### Manifestations culturelles et festivités
- Les vendanges à l'ancienne ont été organisées au château en septembre sur un week-end jusqu'en 2015. Un cortège de villageois partait à pied vendanger à la main une rangée de vigne. Le raisin était porté au pressoir du château et pressé manuellement. Le moût était vendu aux participants.
- Le Festival des châteaux de Bruniquel est créé par Franck T'Hézan et Michel Montet en 1997. L'association "compagnie de la Tour Brunehaut" est créée en 1997 pour mettre en œuvre la production de la première pièce "Croquefer". Tous les ans, fin juillet et début août, un opéra bouffe de Jacques Offenbach mis en œuvre par des acteurs et chanteurs professionnels est ainsi joué dans le décor naturel du château médiéval et en plein air. De nombreux bénévoles du village et des alentours participent à l'événement artistique. Jean-Christophe Keck, spécialiste de l'œuvre d'Offenbach, est chargé de la direction musicale. À la suite de chaque représentation de l'Opéra-bouffe, les tables d'hôtes permettent au spectateurs qui se sont acquittés d'un ticket payant, de retrouver les artistes dans la cour des châteaux, à l’occasion d’un brespail (mot occitan «petit en-cas»). Le festival vit grâce au soutien de nombreux partenaires officiels départementaux, régionaux et nationaux, associations et organisations ainsi qu'à l'aide financière de plus de cinq cents mécènes. Le festival accueille environ 5 000 spectateurs par an.
- Les Nuits frappées de Bruniquel, festival de batucadas, se tient tous les ans depuis 2011 à l'automne dans les rues et au château. L'accès est libre et gratuit.

## Économie

### Revenus
En 2018, la commune compte 320 ménages fiscaux, regroupant 610 personnes. La médiane du revenu disponible par unité de consommation est de 19 870 € (20 140 € dans le département).

### Emploi
|                | 2008  | 2013   | 2018   |
| -------------- | ----- | ------ | ------ |
| Commune        | 8,9 % | 11,8 % | 13,1 % |
| Département    | 8,4 % | 10,2 % | 10,3 % |
| France entière | 8,3 % | 10 %   | 10 %   |

En 2018, la population âgée de 15 à 64 ans s'élève à 370 personnes, parmi lesquelles on compte 75 % d'actifs (61,9 % ayant un emploi et 13,1 % de chômeurs) et 25 % d'inactifs,. Depuis 2008, le taux de chômage communal (au sens du recensement) des 15-64 ans est supérieur à celui de la France et du département.
La commune fait partie de la couronne de l'aire d'attraction de Montauban, du fait qu'au moins 15 % des actifs travaillent dans le pôle,. Elle compte 112 emplois en 2018, contre 114 en 2013 et 120 en 2008. Le nombre d'actifs ayant un emploi résidant dans la commune est de 233, soit un indicateur de concentration d'emploi de 47,9 % et un taux d'activité parmi les 15 ans ou plus de 52,1 %.
Sur ces 233 actifs de 15 ans ou plus ayant un emploi, 64 travaillent dans la commune, soit 27 % des habitants. Pour se rendre au travail, 82,4 % des habitants utilisent un véhicule personnel ou de fonction à quatre roues, 1,7 % les transports en commun, 5,6 % s'y rendent en deux-roues, à vélo ou à pied et 10,3 % n'ont pas besoin de transport (travail au domicile).

### Activités hors agriculture

#### Secteurs d'activités
80 établissements sont implantés  à Bruniquel au 31 décembre 2019. Le tableau ci-dessous en détaille le nombre par secteur d'activité et compare les ratios avec ceux du département,.
| Secteur d'activité                                                                                        | Commune | Commune | Département |
| Secteur d'activité                                                                                        | Nombre  | %       | %           |
| --- | ------- | ------- | ----------- |
| Ensemble                                                                                                  | 80      |         |             |
| Industrie manufacturière, industries extractives et autres                                                | 11      | 13,8 %  | (9,6 %)     |
| Construction                                                                                              | 9       | 11,3 %  | (14,9 %)    |
| Commerce de gros et de détail, transports, hébergement et restauration                                    | 26      | 32,5 %  | (29,7 %)    |
| Information et communication                                                                              | 2       | 2,5 %   | (1,9 %)     |
| Activités immobilières                                                                                    | 2       | 2,5 %   | (3,3 %)     |
| Activités spécialisées, scientifiques et techniques et activités de services administratifs et de soutien | 11      | 13,8 %  | (14,1 %)    |
| Administration publique, enseignement, santé humaine et action sociale                                    | 7       | 8,8 %   | (13,6 %)    |
| Autres activités de services                                                                              | 12      | 15 %    | (9,3 %)     |

Le secteur du commerce de gros et de détail, des transports, de l'hébergement et de la restauration est prépondérant sur la commune puisqu'il représente 32,5 % du nombre total d'établissements de la commune (26 sur les 80 entreprises implantées  à Bruniquel), contre 29,7 % au niveau départemental.

#### Entreprises et commerces
Les quatre entreprises ayant leur siège social sur le territoire communal qui génèrent le plus de chiffre d'affaires en 2020 sont : 
- Esperou, production d'électricité (209 k€)
- Les Gorges De L'aveyron, restauration traditionnelle (202 k€)
- LC Sud Controle, contrôle technique automobile (200 k€)
- Translatour, traduction et interprétation (155 k€)

L'économie du village est en grande partie basée sur son fort tourisme : Bruniquel est considéré comme un des plus beaux villages de France,,. Le village abrite d'ailleurs un camping (2 étoiles), et des établissements faisant chambres d'hôtes. Elle a reposé sur la viticulture (coteaux-du-quercy), mais les dernières vignes de la commune sont arrachées en 2015.
En 2009, Bruniquel accueillait 40 entreprises, dont 77,5 % dans le commerce, les transports ou services divers.
Dans la rue principale (rue Droite de la Peyre) et la rue Bombe-Cul se trouvent divers artisans d'art et artistes.

### Agriculture
La commune est dans les Causses du Quercy, une petite région agricole située dans l'est du département de Tarn-et-Garonne. En 2020, l'orientation technico-économique de l'agriculture  sur la commune est la polyculture et/ou le polyélevage. 
|               | 1988 | 2000 | 2010 | 2020 |
| ------------- | ---- | ---- | ---- | ---- |
| Exploitations | 49   | 34   | 16   | 11   |
| SAU (ha)      | 897  | 643  | 789  | 534  |

Le nombre d'exploitations agricoles en activité et ayant leur siège dans la commune est passé de 49 lors du recensement agricole de 1988  à 34 en 2000 puis à 16 en 2010 et enfin à 11 en 2020, soit une baisse de 78 % en 32 ans. Le même mouvement est observé à l'échelle du département qui a perdu pendant cette période 57 % de ses exploitations,. La surface agricole utilisée sur la commune a également diminué, passant de 897 ha en 1988 à 534 ha en 2020. Parallèlement la surface agricole utilisée moyenne par exploitation a augmenté, passant de 18 à 49 ha.

## Culture locale et patrimoine

### Lieux et monuments
- La grotte de Bruniquel, découverte en 1992, a livré des traces d'activité humaine en milieu souterrain probablement très anciennes (env. - 176 500 ans).
- La grotte de Mayrière supérieure, ornée de deux figures de bison attribuées à une phase antérieure au Magdalénien.
- Les châteaux de Bruniquel, classés au titre des monuments historiques en 1840[80] ;

Deux églises principales s'élèvent sur le territoire de la commune.

#### Église Saint-Maffre

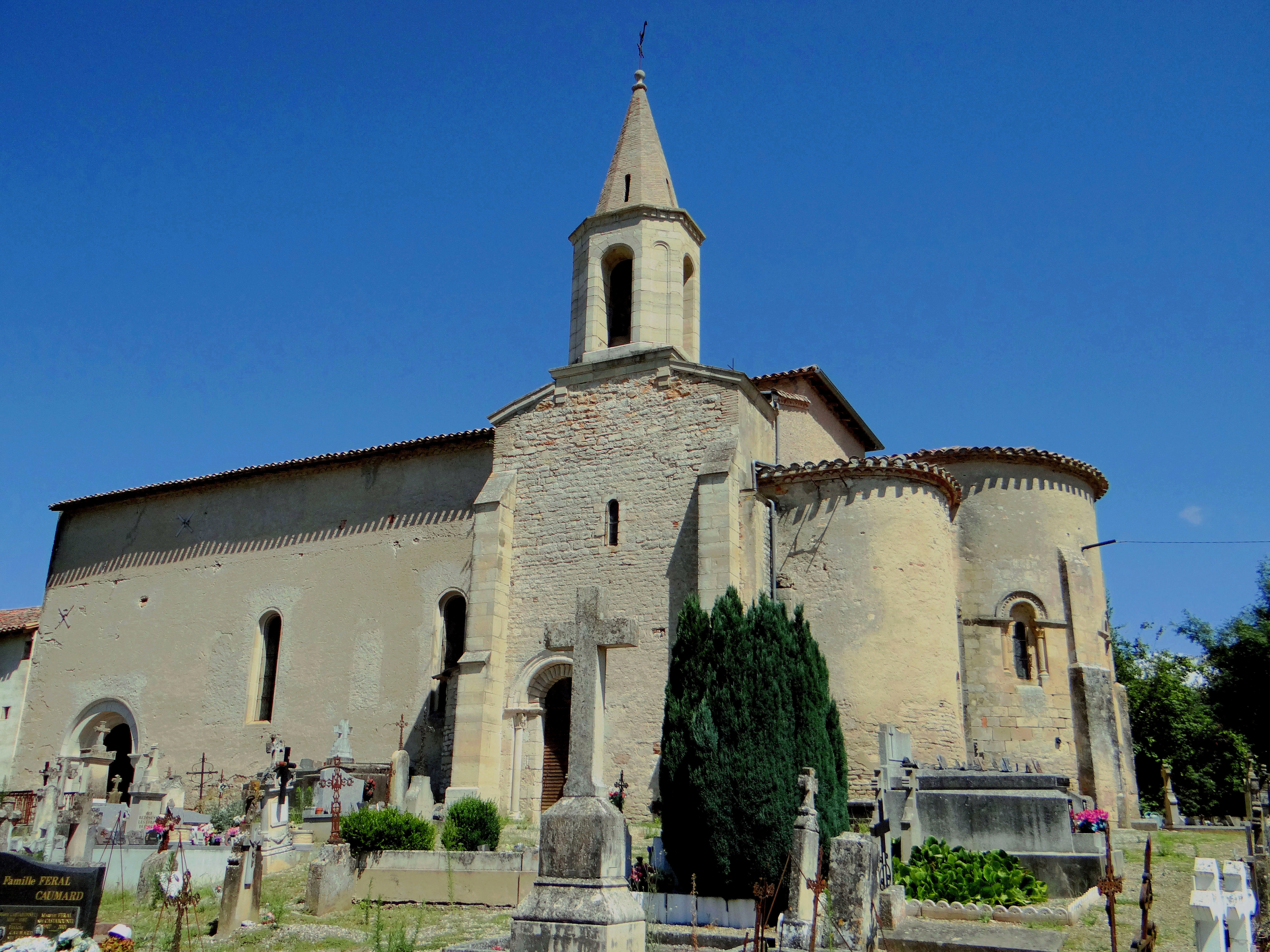
Église Saint-Maffre de Bruniquel

L'église Saint-Maffre de Bruniquel, ancienne église priorale, est située à 2 km environ au sud-ouest du village. Le prieuré aurait été fondé à la fin du XIe siècle. De l'époque romane, l'église conserve son transept et son chevet, avec trois absides, le reste de l'édifice ayant été remanié à diverses reprises : la nef a finalement été reconstruite au début du XXe siècle. Les façades du chœur et du croisillon sud du transept ont été inscrits au titre des monuments historiques en 1947.

#### Église Notre-Dame-de-l'Assomption

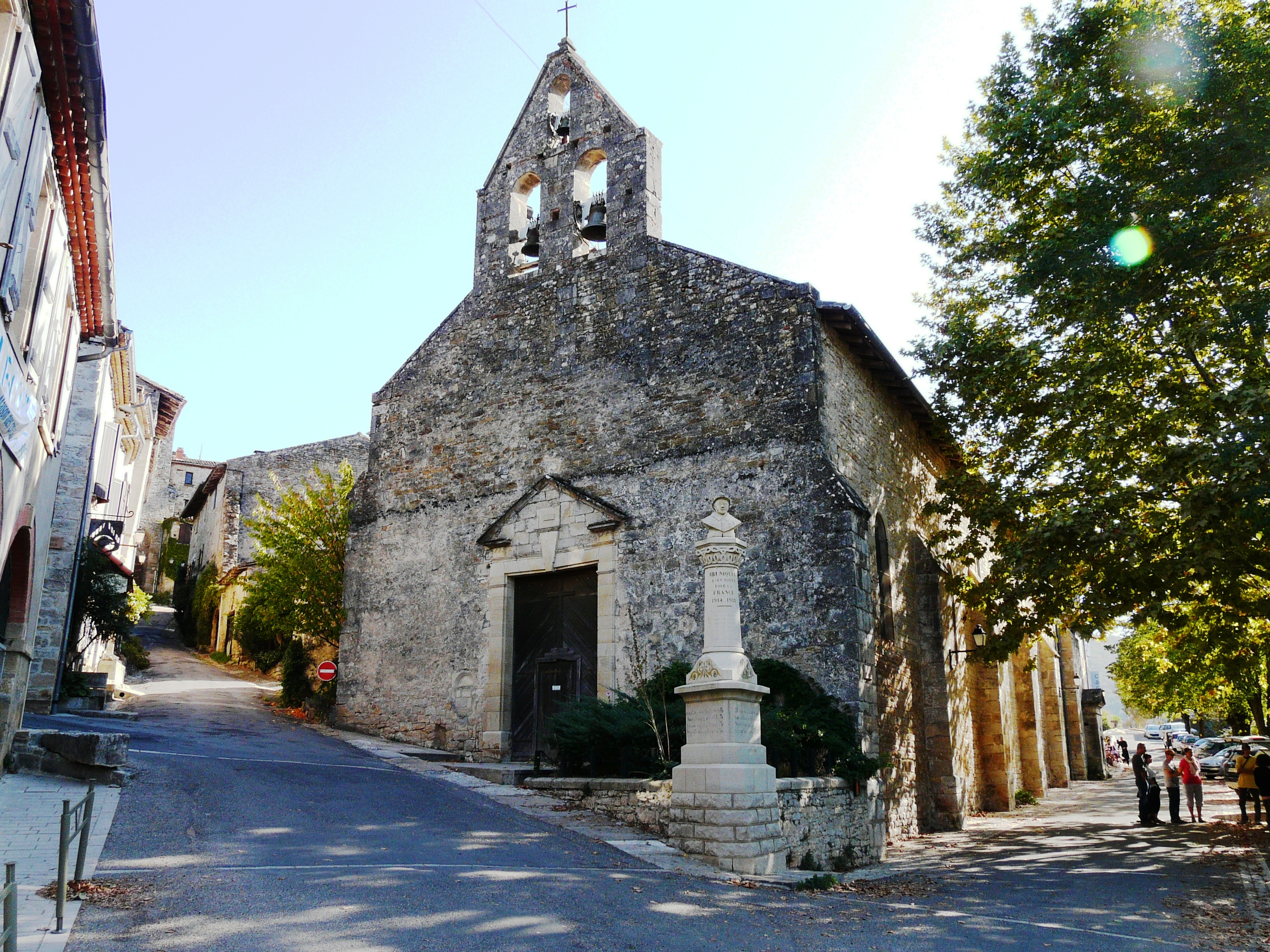
Église Notre-Dame-de-l'Assomption de Bruniquel

Dans le village s'élève l'église Notre-Dame-de-l'Assomption de Bruniquel. L'édifice est référencé dans la base Mérimée et à l'Inventaire général Région Occitanie. L'église a été construite à la fin du XIIIe siècle, elle est mentionnée comme église neuve au début du XIVe siècle. Il s'agissait vraisemblablement d'un édifice rectangulaire à chevet plat, et flanquée de chapelles latérales, au moins au nord. L'édifice est abattu en 1622 pendant les Guerres de religion, puis reconstruit à partir de 1635. Par la suite, le chevet plat est transformé en une abside semi-circulaire. La façade occidentale est enfin reprise en 1814, avec l'édification de l'actuel clocher-mur. Il subsiste de l'édifice médiéval des éléments dans la chapelle latérale nord-est.

#### Maisons médiévales
Bruniquel possède plusieurs maisons médiévales inscrites au titre des monuments historiques :
- Maison Belaygue, à pans de bois, inscrite aux monuments historiques le 24 avril 1952[85] ;
- Maison dite « Le Parlement », inscrite au titre des monuments historiques en 1984[86] ;
- Ancienne maison dite des comtes de Fayrols, inscrite au titre des monuments historiques en 1986[87] ;
- Maison aux anneaux de fer, inscrite au titre des monuments historiques en 1990[88] ;
- Forges de Caussanus, inscrites au titre des monuments historiques en 1991[89] ;

### Personnalités liées à la commune
- Reine Brunehaut (547-613).
- Maison de Rochechouart.
- Baudouin de Toulouse (1165-1214), fils du comte de Toulouse Raymond V.
- Guillaume de Tudèle, poète occitan, auteur, au début du XIIIe siècle, de la 1re partie de la Chanson de la Croisade.
- Marc-Antoine Sartre (1760-1831) né et décédé  à Bruniquel, homme politique, député du Lot.
- Ossip Zadkine (1890-1967), sculpteur français d'origine russe, dont le mariage avec Valentine Prax a été célébré dans la commune[90].
- Jean Malrieu (1915-1976), écrivain français, poète des Cahiers du Sud.
- Sabinus Valière (1880-1964), homme politique français, député et résistant, mort le 23 mai 1964 à Bruniquel.
- Georges Gandil (1926-1999), céiste double médaillé olympique, né à Bruniquel.
- Alain Carcenac (1945-2013), ancien reporter-photographe au quotidien Les Nouvelles calédoniennes[91] ; devenu ermite dans le Tarn, son squelette a été découvert par des spéléologues en prospection, dans une grotte près de Bruniquel le 11 janvier 2014[92].

### Héraldique
| Blason de Bruniquel | Blason  | De sinople au chevron cousu de gueules accompagné en pointe d'une tête de bélier d'argent accornée d'or. |
| Blason de Bruniquel | Détails | Le statut officiel du blason reste à déterminer.                                                         |

## Galerie

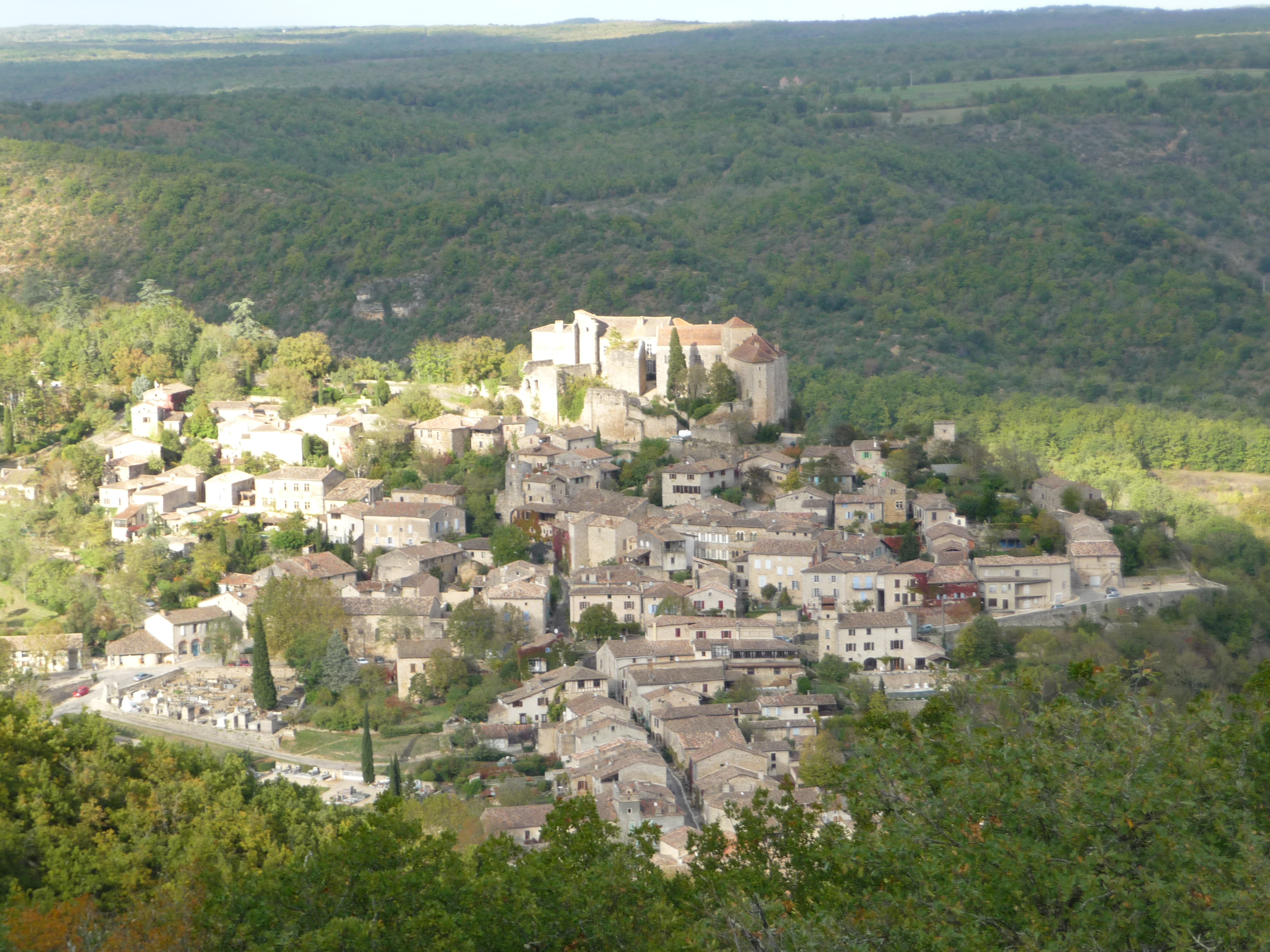
Vue d'ensemble du village
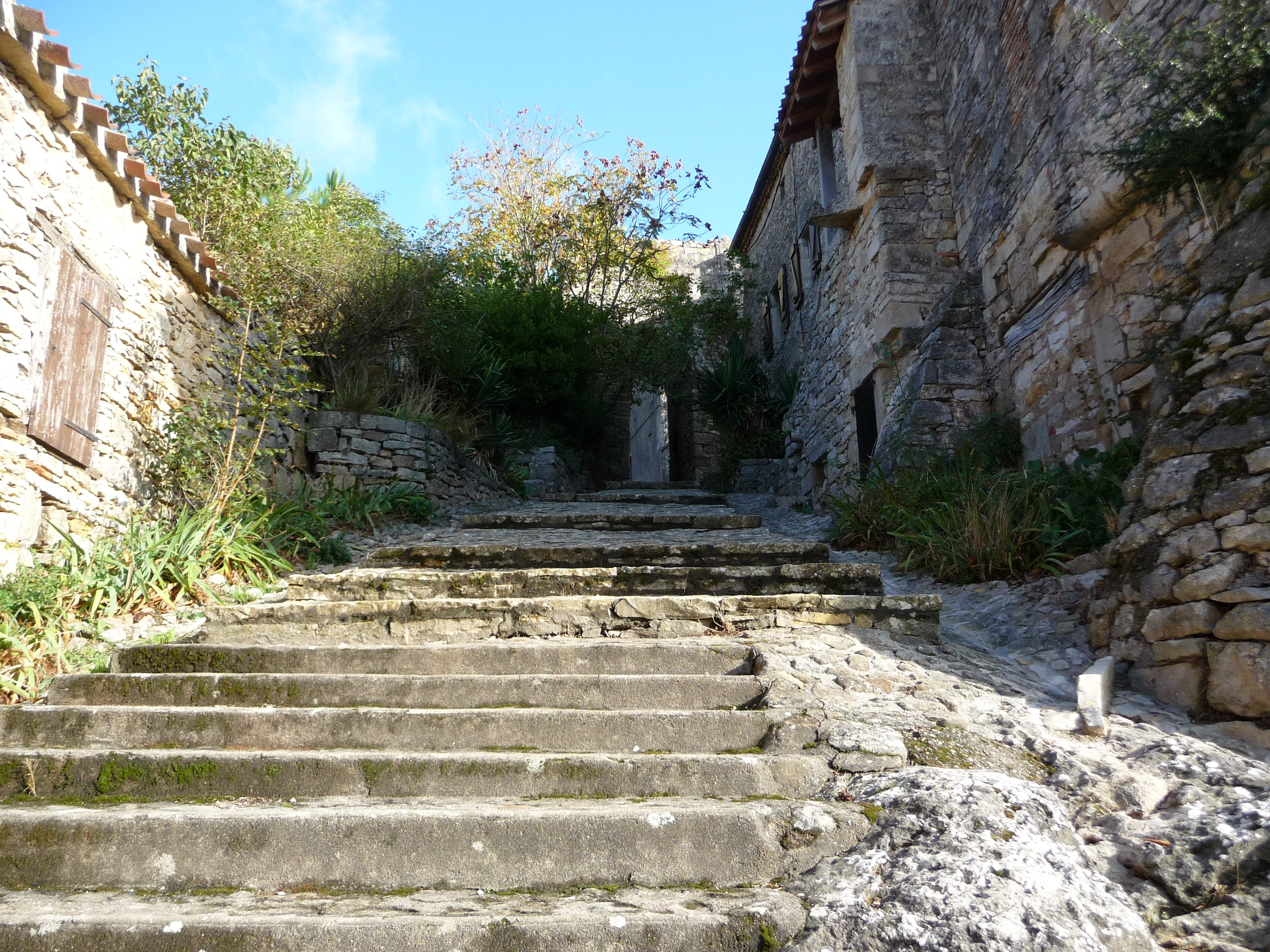
La rue Bombe-Cul
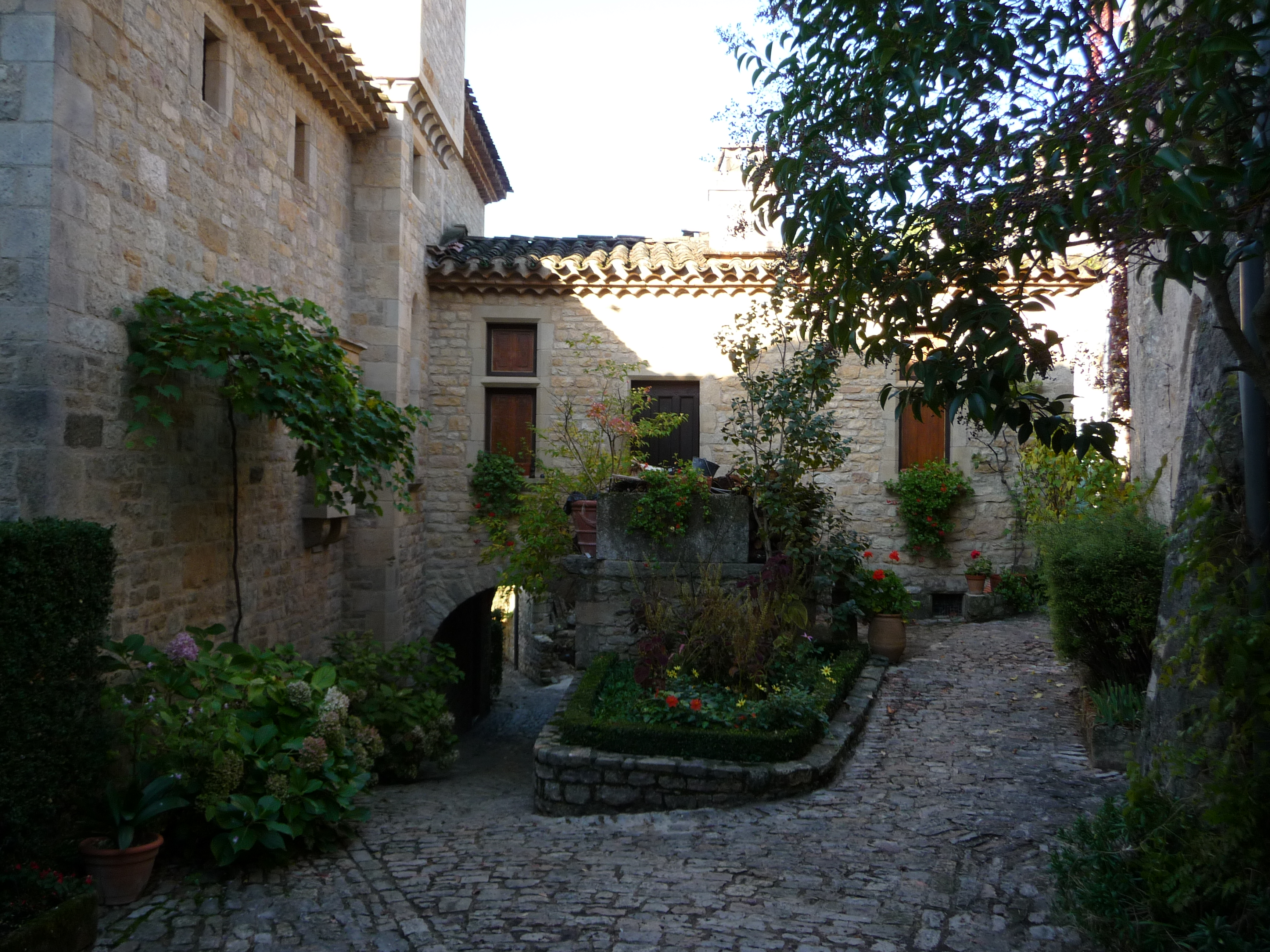
Une ruelle pavée de Bruniquel
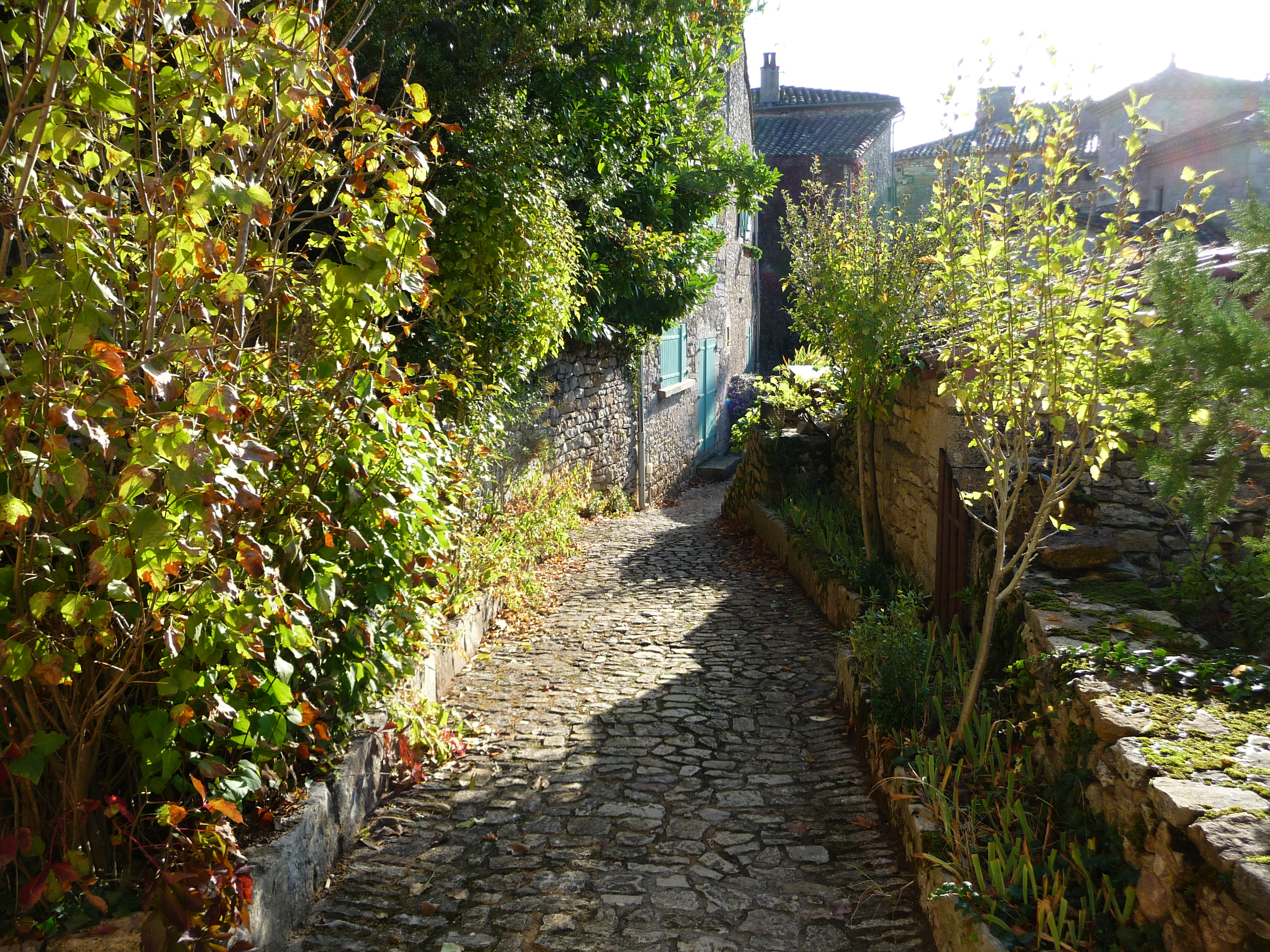
Une ruelle pavée et avec végétation
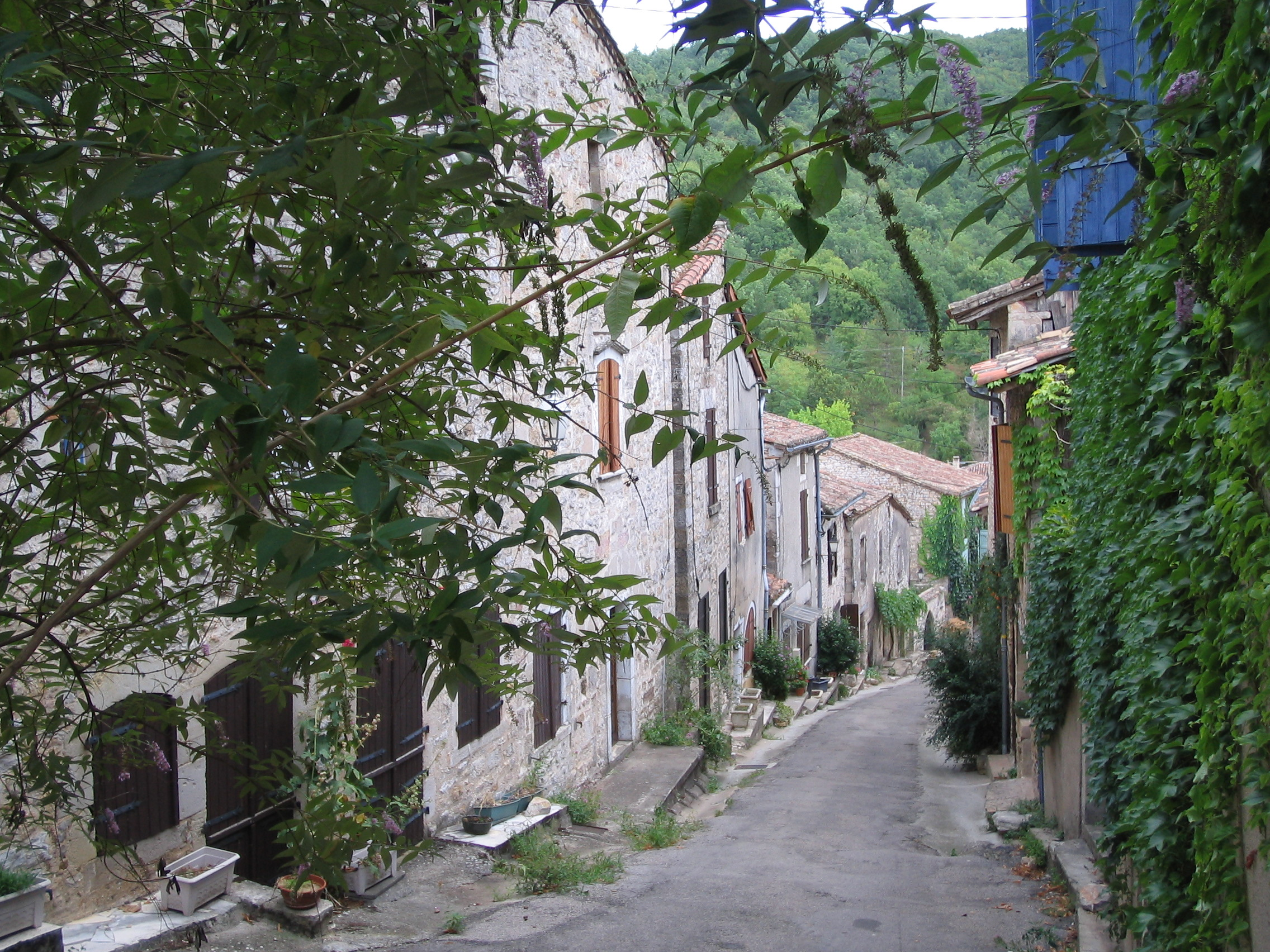
La rue du Barri-d'Albi

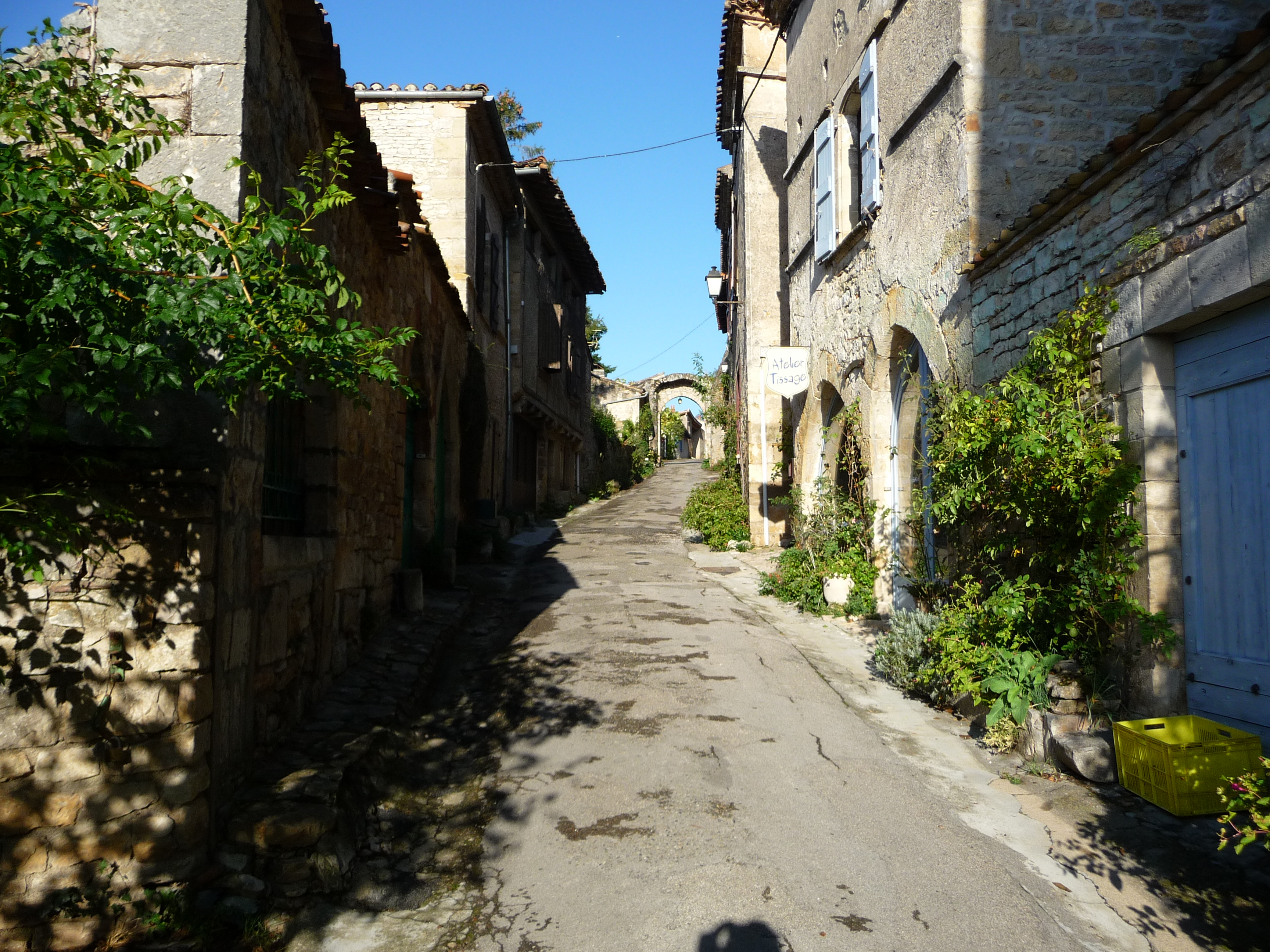
La rue Droite de la Peyre
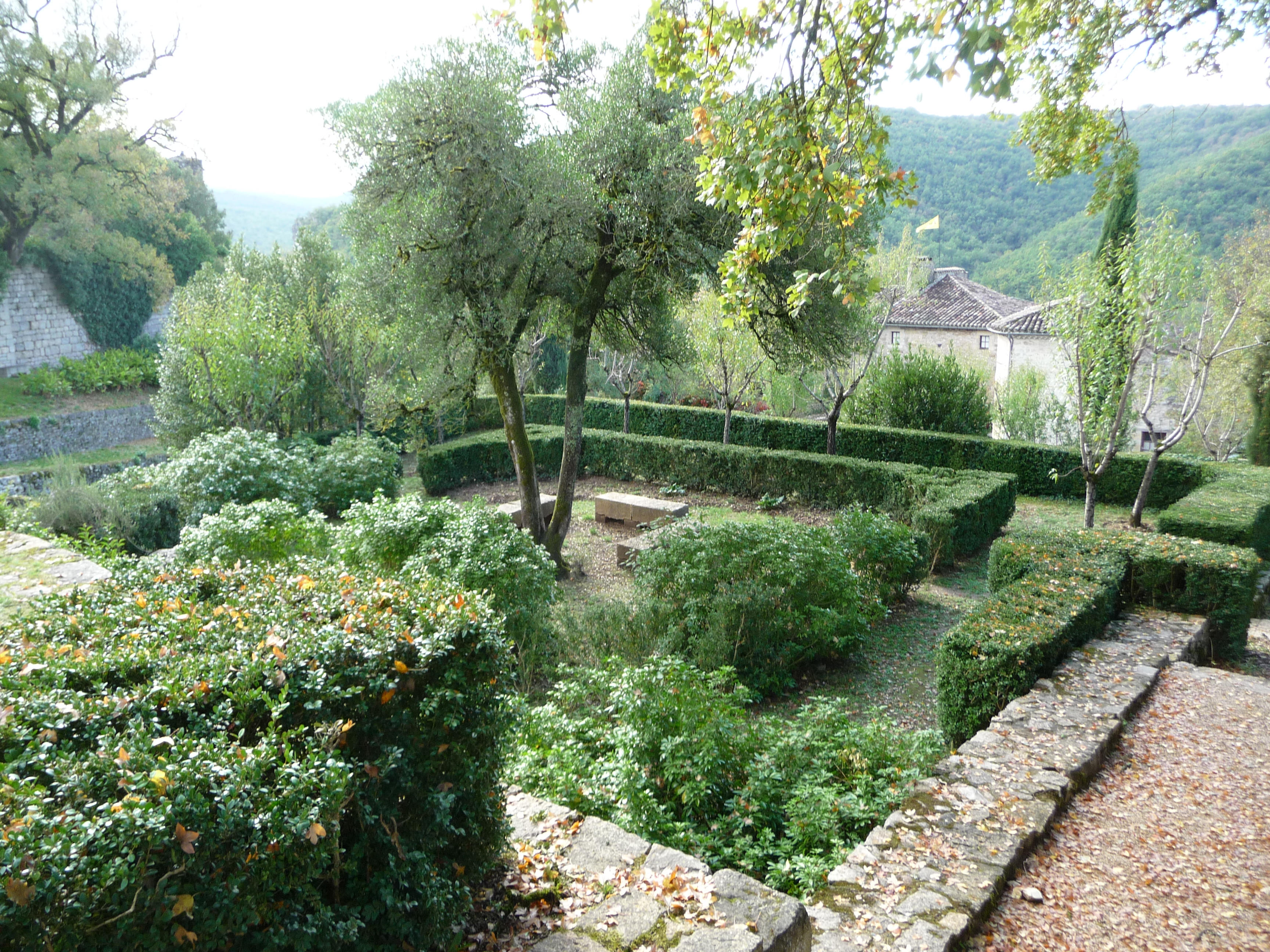
Les jardins des châteaux de Bruniquel
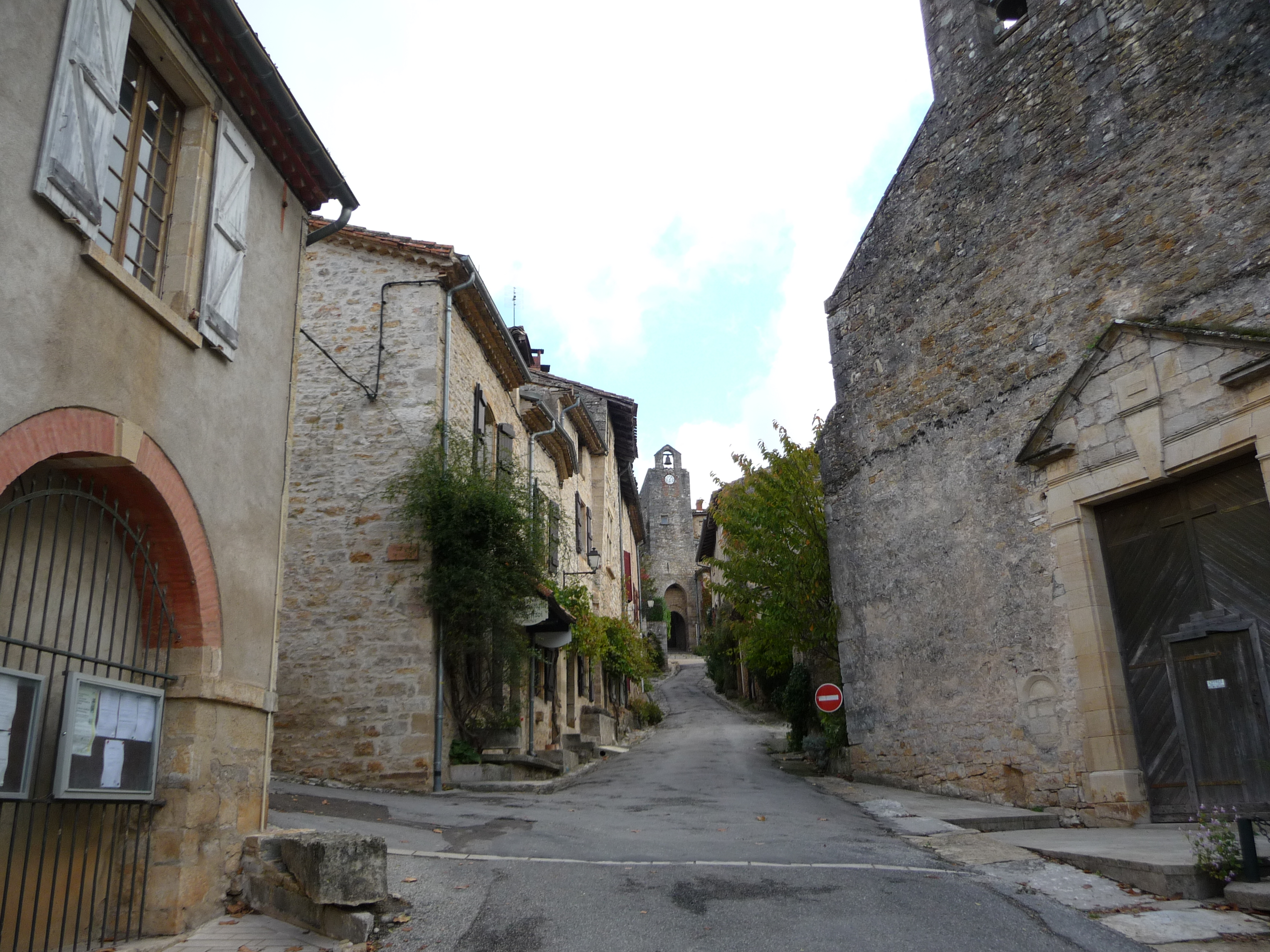
Rue montant au Beffroi
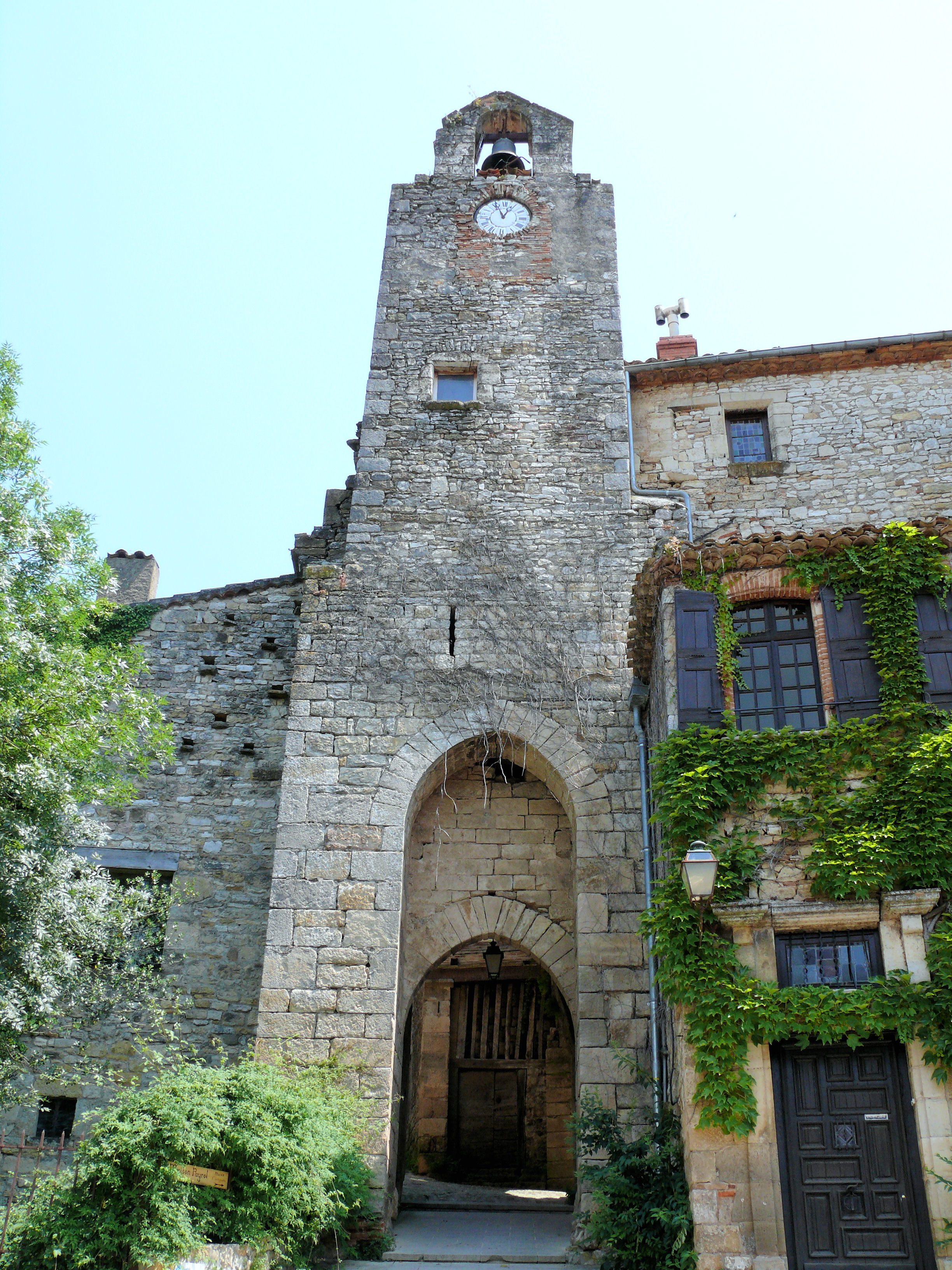
Porte Méjane ou de l'Horloge, du Beffroi ou du Mazel
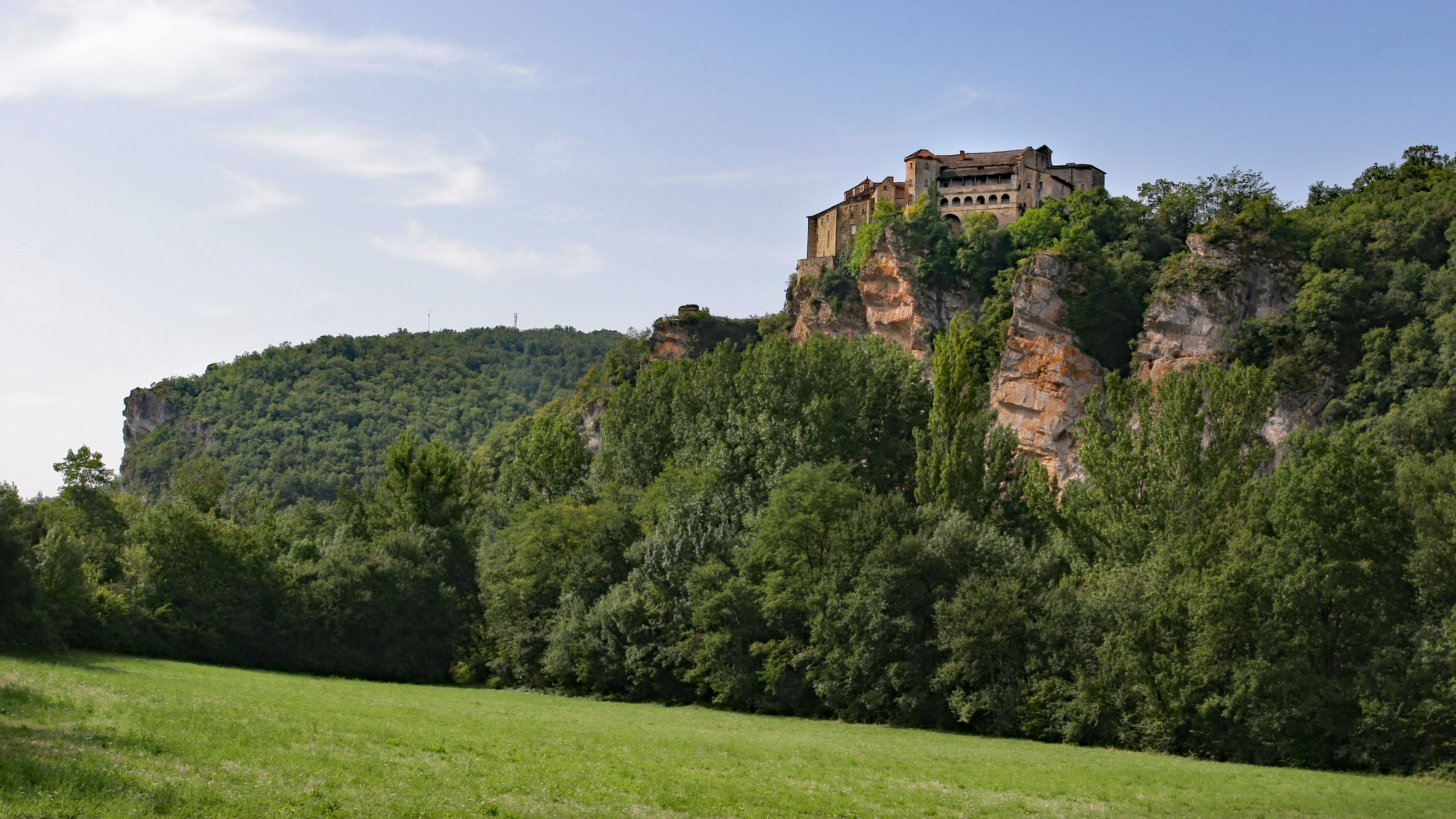
Le château